# 紫綬褒章の受章者一覧
紫綬褒章の受章者一覧（しじゅほうしょうのじゅしょうしゃいちらん）では、紫綬褒章の受章者を部門別に列挙する。全てを網羅しているわけではない。（五十音順一覧はCategory:紫綬褒章受章者を参照）

## 発明・改良（研究者・技術者）
- 江田鎌治郎：（1955年）大蔵省醸造試験所、江田醸造研究所創設者、速醸もとの発明者
- 野澤一郎：（1956年）巴コーポレーション創業者、ダイヤモンドトラスなどの立体構造建築を発明
- 小林宏治：（1957年）NEC会長、勲一等旭日大綬章（1987年）
- 細川永一：（1957年）ホソカワミクロン創業者
- 谷村貞治：（1958年）花巻東高等学校創立者、紺綬褒章、勲二等瑞宝章
- 五十嵐悌二：（1959年）安立電気、永井健三と共同でテープレコーダーを発明
- 天野修一：（1959年）アマノ株式会社創業者、A式綴紙器（ホッチキス）・電気式タイムレコーダーの発明者
- 安藤彌一：（1962年）経営コンサルタント、事務用機器の改良研究者。ビジブルレコーダーに関する一連の発明考案の完成
- 寺山傳三郎：（1965年）JUKI株式会社
- 箱木一郎：（1965年）日本曲面印刷機㈱創業者、特殊印刷技術の改良研究に務め曲面印刷体用印刷機に関する一連を発明・考案
- 大森五郎: (1966年）　三井鉱山株式会社取締役、駒沢大学教授、工学博士　炭鉱技術の改良研究:井筒沈下法による立坑開さく技術の開発成功
- 染谷勲：（1967年）NEC常務
- 駒井嘉彰：（1968年）でんぷんからブドウ糖を作る工程を大きく短縮、科学技術功労賞（1966年）
- 池田敏雄：（1971年）富士通専務
- 福田孝：（1971年）フクダ電子創業者
- 田中清史：（1972年）東京プラント株式会社 創業者、多年水動力計の研究に努めよく還流水による直接制御法の動力計を開発
- 宮憲一：(1973年）KDDI副社長
- 岩井喜典：（1973年）東芝常務、東芝メディカル会長
- 河島喜好：（1974年）ホンダ社長
- 細川益男：（1975年）ホソカワミクロン会長
- 西脇昌治：（1976年）東京大学教授、東京大学海洋研究所長
- 伊藤宏：（1980年）キヤノン常務
- 稲葉清右衛門：（1981年）ファナック創業者、藍綬褒章、勲二等瑞宝章受章
- 勝部能之：（1981年）工業技術院大阪工業技術試験所、透明導電膜の研究開発
- 関本忠弘：（1982年）NEC会長、経団連評議会議長、勲一等瑞宝章受章（1997年）
- 小野義一郎：（1982年）小野測器社長
- 池田宏之助（1983年）三洋電機中央研究所副所長
- 今堀和友：（1984年）三菱化成生命科学研究所所長、東京大学教授
- 持田信夫：（1984年）持田製薬社長、国産初のレーザー手術装置の開発
- 久米是志：（1985年）ホンダ社長
- 手島透：（1985年）スタンレー電気社長、高輝度赤色LEDの開発
- 手塚国利：（1986年）手塚興産創業者,　勲三等受賞
- 持田英：（1987年）持田製薬社長
- 掘越弘毅：（1987年）理化学研究所主任研究員
- 京谷好泰:（1988年）日本国有鉄道浮上式鉄道技術開発推進本部長、リニアモーターカーの開発
- 野村芳禾：（1988年）本州製紙開発研究所長代理
- 相川賢太郎：（1988年）三菱重工常務取締役
- 武石喜幸：（1988年）東芝ULSI研究所長
- 読谷山昭：（1988年）旭化成副社長
- 六戸満：（1988年）三菱電線専務取締役
- 三巻達夫：（1988年）日立製作所システム開発研究所主管研究長
- 柴田喜三：（1988年）元ホクセイアルミ常務取締役
- 鵜崎永人：（1988年）新東工業参与
- 島正博：（1988年）島精機製作所代表取締役
- 福島修：（1988年）元クラレ取締役開発推進本部長
- 岡本辰美：（1988年）元第一高周波工業社長
- 難波進：（1988年）大阪大学名誉教授
- 馬島寛治：（1989年）ニベア花王監査役
- 木原信敏：（1990年）ソニー専務、木原研究所会長、VTR「ベータマックス」の開発者
- 大島信行：（1990年）元農林水産省植物ウイルス研究所部長
- 石井宏治：（1990年）石井鉄工所社長
- 畔柳功芳：（1990年）東京工科大学教授
- 佐田登志夫：（1990年）理化学研究所理事
- 成田仁：（1990年）三井造船理事
- 野坂邦史：（1990年）国際電信電話常務取締役
- 松浦章夫：（1990年）鉄道総合技術研究所主幹
- 中川晃次：（1990年）電気化学工業青海工場次長
- 和田龍児：（1990年）豊田工機専務取締役
- 岡正太郎：（1990年）島津製作所常務取締役
- 仁村泰治：（1990年）元国立循環器病センター研究所長
- 宮寺康夫：（1991年）日立化成工業筑波開発研究所部長
- 安藤忠彦：（1991年）元理化学研究所主任研究員
- 上野保：（1991年）三菱瓦斯化学理事
- 小林勝利：（1991年）ロッテ中央研究所所長
- 菰田孜：（1991年）日立計測エンジニアリング主管技師長
- 杉田清：（1991年）新日鉄参与
- 寺町博：（1991年）THK代表取締役
- 永井淳：（1991年）元東芝常務取締役
- 武藤良介：（1991年）鉄道情報システム社長
- 近藤嘉一：（1991年）東洋鋼鈑常務取締役
- 辻阪好夫：（1991年）林原総合研究所副社長
- 横塚保：（1992年）元キッコーマン常務取締役製造本部長
- 久保村圭助：（1992年）元国鉄東京第一工事局長
- 五島一彦：（1992年）元NTT取締役通信網総合研究所長
- 中山宗雄：（1992年）東京応化工業取締役事業本部副本部長・プロセス機器事業部事業部長
- 三上八州家：（1992年）日鉄鉱業研究開発センター付主幹研究員
- 上垣外修己：（1992年）豊田中央研究所副所長
- 斎藤長男：（1992年）元三菱電機重電事業本部技師長
- 前川定文：（1992年）日本農薬開発本部技術主幹
- 板橋義夫：（1992年）日本エステル副社長
- 溝辺昭雄：（1992年）クラレ岡山工場産業資材研究開発室長
- 中島平太郎：（1993年）元ソニー常務、CD開発の父
- 河野惠祐：（1993年）元三菱重工取締役
- 小口知宏：（1993年）元郵政省室長
- 高見沢稔：（1993年）信越化学工業所長
- 永田穣：（1993年）日立製作所理事
- 中坪壽雄：（1993年）オリンパス光学専務
- 納富哲夫：（1993年）日本歯科研究研修協会理事長
- 粟村大吉：（1993年）レーザーテック社長
- 佐藤敏雄：（1993年）元国際電信電話取締役
- 久我睦男：（1993年）元ユニチカ取締役
- 藤尾孝：（1993年）元NHK放送技術研究所長
- 桐谷圭治（1993年）太平洋食料肥料技術センター副所長
- 服部虎男：（1994年）元本田技術研究所、勲四等瑞宝章（1999年）
- 鈴木英雄：（1994年）元工業技術院微生物工業技術研微生物応用部長
- 横山章：（1994年）フジタ副社長
- 加藤満左夫：（1994年）富士ゼロックス専務取締役
- 小林和夫：（1994年）元農水省家畜衛生試験場北海道支場長
- 金戸橘夫：（1994年）元農水省果樹試験場育種部長
- 白木万博：（1994年）元三菱重工業技術本部副本部長
- 日高秀昌：（1995年）元明治製菓生物科学研究所長
- 伊藤貞男：（1995年）元日本電信電話公社移動通信方式研究室長
- 鈴木孝：（1995年）日野自動車副社長
- 垂井康夫：（1995年）元超LSI技術研究組合共同研究所長
- 奈良高：（1995年）協和発酵工業副社長
- 諸隈肇：（1995年）オリンパス光学工業取締役
- 横井寛：（1995年）元国際電信電話理事
- 原忠則：（1995年）新日鉄化学技術研究所副部長
- 飯沼一浩：（1997年）東芝　医用システム
- 山崎舜平：（1997年）半導体エネルギー研究所代表取締役、紺綬褒章（1995、1996、2005、2008、2009年）
- 保田和雄：（1998年）日立製作所、臨床検査用自動分析装置の研究開発
- 伊澤達夫：（1998年）NTT取締役基礎技術総合研究所長、東京工業大学 理事・副学長
- 三村高志：（1998年）富士通
- 小星重治：（1999年）コニカ株式会社
- 森一生：（2001年）東芝　医用機器システム開発センター
- 青柳卓雄：（2001年）日本光電工業 パルスオキシメーターの発明者
- 佐藤良夫：（2003年）富士通
- 玉谷正昭：（2003年）東芝リサーチ・コンサルティング
- 不破亨：（2003年）湧永製薬副社長
- 内山邦男：（2004年）日立
- 吉野彰（2004年）旭化成、リチウムイオン電池の発明者
- 大嶋光昭（2004年）松下電器
- 瀬尾育弐：（2005年）東芝　医用機器システム開発センター
- 岡田義光：（2006年）防災科学技術研究所理事長
- 山本彰：（2006年）日立製作所システム開発研究所情報プラットフォーム研究センタ長
- 正本順三：（2006年）元旭化成工業特別主席研究員
- 細矢雅弘：（2007年）東芝　研究開発センター
- 川瀬正明：（2007年）NTTサービス運営部技術協力センタ所長
- 後藤俊男：（2007年）アステラス製薬執行役員研究本部副本部長
- 岡本勲：（2007年）鉄道総合技術研究所専務理事
- 押谷政彦：（2007年）ジーエス・ユアサコーポレーション常務執行役員研究開発センター長
- 伊藤昇：（2008年）三菱電機
- 三神泉：（2008年）三菱電機
- 河内正夫：（2008年）NTT先端技術総合研究所長
- 菅谷寿鴻：（2008年）東芝リサーチ・コンサルティング社長附
- 舘山勝：（2008年）鉄道総合技術研究所
- 小田切正：（2008年）日本ガイシ
- 前田裕一：（2008年）不二製油取締役
- 吉住恵一：（2008年）松下電器
- 福岡伸典：（2008年）旭化成
- 宇佐美光雄：（2009年）日立製作所中央研究所主管研究長
- 立松英信：（2009年）ジェイアール総研エンジニアリング社長
- 増子治信：（2009年）情報通信研究機構首席研究統括
- 守谷健弘：（2010年）NTTコミュニケーション科学基礎研究所守谷特別研究室長
- 芦谷公稔：（2010年）鉄道総合技術研究所、株式会社ANET取締役
- 大友文夫：（2010年）トプコン社長補佐
- 清水康夫：（2011年）本田技術研究所、電動パワーステアリングの発明と世界初の実用化
- 秋葉重幸：（2011年）KDDI研究所所長
- 岡本龍明：（2012年）NTTセキュアプラットフォーム研究所岡本特別研究室長、暗号・認証理論とその応用技術の開発
- 武智敏：（2012年）富士通、ArFエキシマレーザー光を用いた写真製版用の実用的レジストの開発
- 赤嶺政巳：（2013年）東芝研究開発センター技監、閉ループ学習による合成音声
- 浅川智恵子：（2013年）日本IBMフェロー、ホームページリーダー他、視覚障害者への技術
- 井上愛一郎：（2013年）元富士通フェロー、スーパーコンピューター京の開発
- 佐藤健一:（2014年）元NTT未来ねっと研究所部長
- 広崎尚登：（2015年）物質・材料研究機構環境・エネルギー材料部門サイアロンユニット長
- 山下昌哉：（2015年）旭化成グループフェロー
- 恵下隆：（2015年）元富士通FRAMプロセス技術部長
- 守倉正博：（2015年）元NTT情報流通基盤総合研究所主席研究員，京都大学教授
- 越智光夫：（2015年）広島大学学長
- 山本明：（2016年）高エネルギー加速器研究機構名誉教授（素粒子物理学研究）
- 石橋忠良：（2016年）元JR東日本執行役員建設工事部担当部長兼構造技術センター所長
- 柏木俊行：（2016年）ソニーR&Dプラットフォーム研究開発企画部門プリンシパルエンジニア
- 萩本和男：（2016年）元NTT先端技術総合研究所長
- 中川章：（2016年）富士通研究所応用研究センターライフイノベーション研究所イノベーションディレクター
- 吉村進：（2016年）元松下技研専務取締役
- 鈴木正敏：（2017年）元KDDI研究開発フェロー
- 高瀬光徳：（2017年）元森永乳業執行役員栄養科学研究所所長
- 高木信一：（2017年）元東芝研究開発センターLSI基盤技術ラボラトリー研究主幹
- 後野和弘：（2017年）オリンパス医療要素開発本部医療要素開発1部長
- 上田龍三：（2017年）名古屋市立大学名誉教授
- 西木直巳：（2017年）パナソニック生産技術本部生産技術研究所主幹技師
- 尾上誠蔵：（2018年）元NTTドコモ取締役常務執行役員R&Dイノベーション本部長
- 金馬慶明：（2018年）パナソニック要素技術開発センター主幹技師
- 井上淳也：（2018年）シスメックスクリニカルイノベーション本部部長
- 寺西信一：（2018年）元日本電気マイクロエレクトロニクス研究所ULSI応用研究部部長
- 小池雅人：（2018年）元日本原子力研究開発機構量子ビーム応用研究部門研究主席
- 遠藤章：（2019年）原子力科学研究所原子力基礎工学研究センター長
- 平本和夫：（2019年）日立製作所研究開発グループ技術顧問
- 佐藤清侍：（2019年）三菱電機名古屋製作所放電製造部長兼AMシステムプロジェクトマネジャー
- 宇野智裕：（2020年）日本製鉄技術開発本部先端技術研究所リーディングリサーチャー上席主幹研究員
- 鈴木康司：（2020年）アサヒクオリティーアンドイノベーションズ理事フェロー
- 梅林拓：（2020年）ソニーセミコンダクタソリューションズ第1研究部門7部統括部長
- 安島雄一郎：（2020年）富士通プラットフォーム開発本部システム開発統括部シニアアーキテクト
- 永原肇：（2020年）元旭化成ケミカルズ取締役兼常務執行役員研究開発管掌
- 宮崎美津恵：（2021年）元東芝メディカルシステムズ技監
- 川上正舒：（2021年）元自治医科大学教授
- 塩野貴史：（2021年）元キリンR&D本部飲料技術研究所主任研究員
- 宮本裕：（2021年）NTT未来ねっと研究所フェロー
- 木村毅：（2022年）元味の素取締役常務執行役員
- 高見則雄：（2022年）東芝研究開発センター首席技監
- 水上利洋：（2022年）シスメックス診断薬エンジニアリング本部細胞技術グループ上席主任技師
- 今岡仁：（2023年）NECフェロー
- 舟橋正和：（2024年）出光興産先進マテリアルカンパニー電子材料部電子材料開発センター生産技術グループ担当マネージャー
- 川岸哲也：（2024年）CANON MEDICAL SYSTEMS EUROPE B. V. 社長
- 星田剛司：（2025年）富士通フォトニクスシステム事業本部先行技術開発室長

## スポーツ

### 個人
- 金栗四三：（1955年） マラソン、日本人初のオリンピック選手
- 三船久蔵：（1956年） 柔道十段
- 小川金之助：（1959年） 剣道範士十段
- 織田幹雄：（1959年）　アムステルダム五輪で日本人初の金メダル
- 植芝盛平：（1960年） 合気道創始者
- 宇野要三郎：（1960年） 弓道範士十段
- 野口源三郎：（1960年） 陸上競技選手、体育学者[1]
- 持田盛二：（1961年） 剣道範士十段
- 南部忠平：（1961年） 陸上競技走幅跳の元世界記録保持者 ロサンゼルス五輪 陸上男子三段跳金メダリスト
- 双葉山定次：（1962年） 大相撲力士、第35代横綱
- 斎村五郎：（1963年） 剣道範士十段
- 大麻勇次：（1963年） 剣道範士十段
- 前畑秀子：（1964年）　ベルリン五輪女子200m平泳ぎ金メダル
- 高石勝男：（1964年）　アムステルダム五輪男子100m自由形銅メダル、日本水泳連盟会長
- 古橋廣之進:（1983年）　ロサンゼルス全米選手権で世界新記録cf. 旭日重光章（2003年）
- 橋爪四郎：（1987年）神奈川県水泳連盟副会長
- 猪谷千春：（1988年）国際オリンピック委員会理事
- 小野喬：（1988年）メルボルン五輪男子鉄棒金メダル、ローマ五輪男子鉄棒金メダル、ローマ五輪男子跳馬金メダル、ローマ五輪男子体操団体総合金メダル、東京五輪男子体操団体総合金メダル
- 若乃花幹士 (初代)：（1991年） 大相撲力士、第45代横綱
- 荻村伊智朗：（1992年） 卓球選手、第3代国際卓球連盟会長
- 古川勝：（1993年）メルボルンオリンピック200メートル平泳ぎ金メダル、日本水泳連盟会賓
- 笹原正三：（1993年）メルボルンオリンピック男子レスリング	フリースタイル62kg級金メダル、日本アマチュアレスリング協会会長
- 遠藤幸雄：（1996年）ローマオリンピック、東京オリンピック、メキシコシティーオリンピック男子体操金メダル
- 笠谷幸生:（2003年）札幌五輪スキージャンプ金メダリスト
- 鹿島丈博：（2003年褒章、2004年飾版） アテネ五輪男子体操団体金メダル
- 北島康介：（2003年褒章、2004年飾版、2008年飾版） アテネ五輪、北京五輪競泳男子金メダル
- 谷亮子：（2003年褒章、2004年飾版、2007年飾版） シドニー五輪、アテネ五輪女子柔道金メダル
- 阿武教子：（2004年）アテネ五輪女子柔道金メダル
- 谷本歩実：（2004年褒章、2008年飾版）アテネ五輪、北京五輪女子柔道金メダル
- 上野雅恵：（2004年褒章、2008年飾版）アテネ五輪、北京五輪女子柔道金メダル
- 塚田真希：（2004年）アテネ五輪女子柔道金メダル
- 内柴正人：（2004年褒章、2008年飾版、2014年褫奪） アテネ五輪、北京五輪男子柔道金メダル。2014年5月10日付で褫奪（内柴事件）[2]。
- 鈴木桂治：（2004年） アテネ五輪男子柔道金メダル
- 野村忠宏：（2004年） アテネ五輪男子柔道金メダル
- 柴田亜衣：（2004年） アテネ五輪女子競泳金メダル
- 野口みずき：（2004年） アテネ五輪女子マラソン金メダル
- 室伏広治：（2004年） アテネ五輪男子ハンマー投げ金メダル
- 伊調馨：（2004年褒章、2008年飾版、2012年飾版、2016年飾版） アテネ五輪、北京五輪、ロンドン五輪、リオデジャネイロ五輪女子レスリング金メダル
- 吉田沙保里：（2004年褒章、2008年飾版、2012年飾版） アテネ五輪、北京五輪、ロンドン五輪女子レスリング金メダル
- 塚原直也：（2004年） アテネ五輪男子体操団体金メダル
- 米田功：（2004年） アテネ五輪男子体操団体金メダル
- 水鳥寿思：（2004年） アテネ五輪男子体操団体金メダル
- 冨田洋之：（2004年） アテネ五輪男子体操団体金メダル
- 中野大輔：（2004年） アテネ五輪男子体操団体金メダル
- 大鵬幸喜：（2004年） 大相撲力士、第48代横綱
- 笠松茂:（2005年）ミュンヘン五輪男子体操団体金メダル
- 中野浩一：（2006年） 世界選手権自転車競技大会プロスプリント10連覇
- 荒川静香：（2006年） トリノ五輪フィギュアスケート女子シングル金メダル
- 山下泰裕：（2007年） ロサンゼルス五輪 男子柔道金メダル
- 高田祐司：（2007年） ロサンゼルス五輪男子レスリング金メダル
- 青木功：（2008年） プロゴルファー
- 上村愛子：（2008年） モーグルスキーヤー、FISワールドカップ2007-2008シーズン総合優勝
- 石井慧：（2008年） 北京五輪柔道男子100kg超級金メダル
- 北京オリンピックソフトボール日本代表（2008年）同大会で金メダル
- 塚原光男：（2009年） 日本体操協会副会長、1970年世界体操男子跳馬・ミュンヘンおよびモントリオール五輪男子体操鉄棒金メダル
- 内村航平：（2012年褒章、2016年飾版） ロンドン五輪男子体操個人総合金メダル、リオデジャネイロ五輪個人総合金メダル、団体総合金メダル
- 小原日登美：（2012年） ロンドン五輪女子レスリング48kg級金メダル
- 松本薫：（2012年） ロンドン五輪女子柔道57kg級金メダル
- 村田諒太：（2012年） ロンドン五輪男子ボクシングミドル級金メダル
- 米満達弘：（2012年） ロンドン五輪男子レスリング66kg級金メダル
- 羽生結弦：（2014年褒章、2018年飾版） ソチ五輪フィギュアスケート男子シングル金メダル、平昌五輪フィギュアスケート男子シングル金メダル
- 狩野亮：（2014年） ソチパラリンピックアルペンスキー男子滑降金メダル
- 鈴木猛史：（2014年） ソチパラリンピックアルペンスキー男子回転金メダル
- 大野将平：（2016年褒章、2021年飾版）リオデジャネイロ五輪男子柔道73kg級金メダル、東京五輪男子柔道73kg級金メダル
- 加藤凌平：（2016年）リオデジャネイロ五輪男子体操団体総合金メダル
- 金藤理絵：（2016年）リオデジャネイロ五輪女子200m平泳ぎ金メダル
- 川井梨紗子：（2016年褒章、2021年飾版）リオデジャネイロ五輪女子レスリングフリースタイル63kg級金メダル、東京五輪女子レスリングフリースタイル57kg級金メダル
- 白井健三：（2016年）リオデジャネイロ五輪男子体操団体総合金メダル
- 高橋礼華：（2016年）リオデジャネイロ五輪バドミントン女子ダブルス金メダル
- 田知本遥：（2016年）リオデジャネイロ五輪女子柔道70kg級金メダル
- 田中佑典：（2016年）リオデジャネイロ五輪男子体操団体総合金メダル
- 登坂絵莉：（2016年）リオデジャネイロ五輪女子レスリングフリースタイル48kg級金メダル
- 土性沙羅：（2016年）リオデジャネイロ五輪女子レスリングフリースタイル69kg級金メダル
- 萩野公介：（2016年）リオデジャネイロ五輪競泳男子400m個人メドレー金メダル
- ベイカー茉秋：（2016年）リオデジャネイロ五輪男子柔道90kg級金メダル
- 松友美佐紀：（2016年）リオデジャネイロ五輪バドミントン女子ダブルス金メダル
- 山室光史：（2016年）リオデジャネイロ五輪男子体操団体総合金メダル
- 小平奈緒：（2018年）平昌五輪スピードスケート女子500m金メダル
- 菊池彩花：（2018年）平昌五輪スピードスケート女子チームパシュート金メダル
- 佐藤綾乃：（2018年）平昌五輪スピードスケート女子チームパシュート金メダル
- 髙木菜那：（2018年）平昌五輪スピードスケート女子チームパシュート、マススタート金メダル
- 髙木美帆：（2018年褒章、2022年飾版）平昌五輪スピードスケート女子チームパシュート金メダル、北京五輪スピードスケート女子1000m金メダル
- 成田緑夢：（2018年）平昌パラリンピックスノーボード男子バンクドスラローム金メダル
- 新田佳浩：（2018年）平昌パラリンピッククロスカントリースキー男子クラシカル金メダル
- 村岡桃佳：（2018年褒章、2022年飾版）平昌パラリンピックアルペンスキー女子大回転（座位）金メダル、北京パラリンピックアルペンスキー女子滑降（座位）金メダル、アルペンスキー女子スーパー大回転（座位）金メダル、アルペンスキー女子大回転（座位）金メダル
- 阿部詩：（2021年）東京五輪女子柔道52kg級金メダル
- 阿部一二三：（2021年、2024年飾版）東京五輪男子柔道66kg級金メダル、パリ五輪男子柔道66kg級金メダル
- 新井千鶴：（2021年）東京五輪女子柔道70kg級金メダル
- 伊藤美誠：（2021年）東京五輪卓球混合ダブルス金メダル
- 入江聖奈：（2021年）東京五輪女子ボクシングフェザー級金メダル
- 宇山賢：（2021年）東京五輪男子フェンシングエペ団体金メダル
- ウルフ・アロン：（2021年）東京五輪男子柔道100kg級金メダル
- 大橋悠依：（2021年）東京五輪女子水泳200m個人メドレー、400m個人メドレー金メダル
- 乙黒拓斗：（2021年）東京五輪男子レスリングフリースタイル65kg級金メダル
- 梶原大暉：（2021年、2024年飾版）東京パラリンピック男子パラバドミントン男子シングルスWH2金メダル、パリパラリンピック男子パラバドミントン男子シングルスWH2金メダル
- 加納虹輝：（2021年、2024年飾版）東京五輪男子フェンシングエペ団体金メダル、パリ五輪男子フェンシングエペ団体金メダル
- 川井友香子：（2021年）東京五輪女子レスリングフリースタイル62kg級金メダル
- 木村敬一：（2021年、2024年飾版）東京パラリンピック男子100mバタフライS11金メダル、パリパラリンピック男子50m自由形 S11・100mバタフライ S11金メダル
- 喜友名諒：（2021年）東京五輪男子空手形金メダル
- 国枝慎吾：（2021年）アテネパラリンピック男子車いすテニスダブルス金メダル、北京パラリンピック男子車いすテニスシングルス金メダル、ロンドンパラリンピック男子車いすテニスシングルス金メダル、東京パラリンピック男子車いすテニスシングルス金メダル
- 佐藤友祈：（2021年）東京パラリンピック男子車いす400m、1500mT52金メダル
- 里見紗李奈：（2021年、2024年飾版）東京パラリンピック女子パラバドミントンシングルスWH1、ダブルスWH1-2金メダル、パリパラリンピック女子シングルス WH1-2金メダル
- 向田真優：（2021年）東京五輪女子レスリング53kg級金メダル
- 杉浦佳子：（2021年、2024年飾版）東京パラリンピックパラサイクリング女子個人ロードタイムトライアル金メダル、パリパラリンピックパラサイクリング女子個人ロードタイムトライアルC1-3
- 杉村英孝：（2021年）東京パラリンピック男子ボッチャ個人 BC2金メダル
- 須﨑優衣：（2021年）東京五輪女子レスリング50kg級金メダル
- 鈴木孝幸：（2021年、2024年飾版）北京パラリンピック男子水泳50m平泳ぎ SB3金メダル、東京パラリンピック男子水泳100m自由形S4金メダル、パリパラリンピック男子水泳50m平泳ぎ SB3金メダル
- 素根輝：（2021年）東京五輪女子柔道78kg超級金メダル
- 髙藤直寿：（2021年）東京五輪男子柔道60kg級金メダル
- 永瀬貴規：（2021年、2024年飾版）東京五輪男子柔道81kg級金メダル、パリ五輪男子柔道81kg級金メダル
- 西矢椛：（2021年）東京五輪女子スケートボードストリート金メダル
- 橋本大輝：（2021年、2024年飾版）東京五輪男子体操個人総合、男子体操鉄棒金メダル、パリ五輪男子体操団体総合金メダル
- 濱田尚里：（2021年）東京五輪女子柔道78kg級金メダル
- 堀米雄斗：（2021年、2024年飾版）東京五輪男子スケートボードストリート金メダル、パリ五輪男子スケートボードストリート金メダル
- 水谷隼：（2021年）東京五輪卓球混合ダブルス金メダル
- 道下美里：（2021年）東京パラリンピック陸上女子ブラインドマラソンマラソンT12金メダル
- 見延和靖：（2021年）東京五輪男子フェンシングエペ団体金メダル
- 山口尚秀：（2021年）東京パラリンピック男子パラ競泳100m平泳ぎSB14金メダル
- 山崎悠麻：（2021年）東京パラリンピック女子パラバドミントン女子ダブルスWH1-2
- 山田優：（2021年）東京五輪男子フェンシングエペ団体金メダル
- 四十住さくら：（2021年）東京五輪女子スケートボードパーク金メダル
- 東京オリンピックソフトボール日本代表（2021年）同大会で金メダル
- 2020年東京オリンピックの野球競技・日本代表（2021年）同大会で金メダル
- 小林陵侑：（2022年）北京五輪スキージャンプ男子ノーマルヒル金メダル
- 平野歩夢：（2022年）北京五輪スノーボード男子ハーフパイプ金メダル
- 川除大輝：（2022年）北京パラリンピッククロスカントリー男子20kmクラシカル（立位）金メダル
- 飯村一輝：（2024年）パリ五輪男子フェンシングフルーレ団体金メダル
- 池透暢：（2024年）パリパラリンピック男子車いすラグビー金メダル
- 池崎大輔：（2024年）パリパラリンピック男子車いすラグビー金メダル
- 岡慎之助：（2024年）パリ五輪男子体操個人総合・個人鉄棒・団体総合金メダル
- 小川仁士：（2024年）パリパラリンピック男子車いすラグビー金メダル
- 小田凱人：（2024年）パリパラリンピック男子車いすテニスシングルス金メダル
- 鏡優翔：（2024年）パリ五輪女子レスリングフリースタイル76kg級金メダル
- 金子和也：（2024年）パリパラリンピック男子ゴールボール金メダル
- 上地結衣：（2024年）パリパラリンピック女子車いすテニスシングルス・ダブルス金メダル
- 萱和磨：（2024年）パリ五輪男子体操団体総合金メダル
- 北口榛花：（2024年）パリ五輪女子陸上やり投金メダル
- 清岡幸大郎：（2024年）パリ五輪男子レスリングフリースタイル65kg級金メダル
- 日下尚：（2024年）パリ五輪女子レスリンググレコローマン77kg級金メダル
- 草場龍治：（2024年）パリパラリンピック男子車いすラグビー金メダル
- 倉橋香衣：（2024年）パリパラリンピック男子車いすラグビー金メダル
- 桜井つぐみ：（2024年）パリ五輪女子レスリングフリースタイル57kg級金メダル
- 佐野優人：（2024年）パリパラリンピック男子ゴールボール金メダル
- 敷根崇裕：（2024年）パリ五輪男子フェンシングフルーレ団体金メダル
- 島川慎一：（2024年）パリパラリンピック男子車いすラグビー金メダル
- 杉野正尭：（2024年）パリ五輪男子体操団体総合金メダル
- 瀬戸勇次郎：（2024年）パリパラリンピック男子柔道73kg級J2金メダル
- 田口侑治：（2024年）パリパラリンピック男子ゴールボール金メダル
- 田中愛美：（2024年）パリパラリンピック女子車いすテニスダブルス金メダル
- 谷川航：（2024年）パリ五輪男子体操団体総合金メダル
- 角田夏実：（2024年）パリ五輪女子柔道48kg級金メダル
- 鳥居陽生：（2024年）パリパラリンピック男子ゴールボール金メダル
- 永野雄大：（2024年）パリ五輪男子フェンシングフルーレ団体金メダル
- 中町俊耶：（2024年）パリパラリンピック男子車いすラグビー金メダル
- 乗松聖矢：（2024年）パリパラリンピック男子車いすラグビー金メダル
- 羽賀理之：（2024年）パリパラリンピック男子車いすラグビー金メダル
- 萩原直輝：（2024年）パリパラリンピック男子ゴールボール金メダル
- 橋本勝也：（2024年）パリパラリンピック男子車いすラグビー金メダル
- 長谷川勇基：（2024年）パリパラリンピック男子車いすラグビー金メダル
- 樋口黎：（2024年）パリ五輪男子レスリングフリースタイル57kg級金メダル
- 廣瀬順子：（2024年）パリパラリンピック女子柔道57kg級J2金メダル
- 藤波朱理：（2024年）パリ五輪女子レスリングフリースタイル53kg級金メダル
- 文田健一郎：（2024年）パリ五輪男子レスリンググレコローマン60kg級金メダル
- 松山恭助：（2024年）パリ五輪男子フェンシングフルーレ団体金メダル
- 宮食行次：（2024年）パリパラリンピック男子ゴールボール金メダル
- 元木咲良：（2024年）パリ五輪女子レスリングフリースタイル62kg級金メダル
- 湯浅亜実：（2024年）パリ五輪女子ブレイキン金メダル
- 吉沢恋：（2024年）パリ五輪女子スケートボードストリート金メダル
- 若山英史：（2024年）パリパラリンピック男子車いすラグビー金メダル
- 和田なつき：（2024年）パリパラリンピックパラ卓球女子シングルスWS11金メダル

### 団体
団体には褒状（紫綬）が授与される。
- ワールド・ベースボール・クラシック日本代表（2006年、2009年、2023年）同大会で優勝
- 2011 FIFA女子ワールドカップ日本女子代表（2011年）同大会で優勝

## 棋士
- 将棋（13名受賞）
  1. 木村義雄（1960年）
  2. 升田幸三（1973年）
  3. 塚田正夫（1975年）
  4. 大山康晴（1979年）
  5. 二上達也（1992年）
  6. 加藤一二三（2000年）
  7. 米長邦雄（2003年）
  8. 中原誠（2008年）
  9. 谷川浩司（2014年）
  10. 佐藤康光（2017年）
  11. 森内俊之（2017年）
  12. 羽生善治（2018年、ほかに2024年3月紺綬褒章受賞）
  13. 渡辺明（2024年）

  - このほかに藍綬褒章受賞者3名
    - 丸田祐三〈1981年〉、原田泰夫〈1982年〉、広津久雄〈1986年〉
- 囲碁
  - 瀬越憲作：（1958年）
  - 鈴木為次郎：（1960年）
  - 木谷實：（1965年）
  - 岩本薫：（1967年）
  - 橋本宇太郎：（1969年）
  - 高川格：（1974年）
  - 坂田栄男：（1980年）
  - 藤沢秀行：（1987年）
  - 林海峰：（2005年）
  - 大竹英雄：（2005年）
  - 石田芳夫：（2016年）
  - 小林光一：（2018年）
  - 趙治勲：（2019年）
  - 井山裕太：（2022年）

## 学者
- 瀬藤象二：（1955年） 東京大学名誉教授、電気工学者
- 長井真琴：（1955年） 仏教学者
- 保井コノ：（1955年） 植物学者、日本初の女性理学博士
- 椎尾弁匡：（1956年）仏教学者
- 小野澤辰五郎：（1957年） 科学者、練炭工業の改良者
- 中田瑞穂：（1958年）新潟大学名誉教授、脳外科学者
- 荻野久作：（1958年）産婦人科医、医学博士
- 加藤虎之亮:（1958年）東洋大学学長、中国哲学
- 永井健三：（1959年）東北大学教授、電気工学、電気通信研究所所長
- 藤瀬新一郎:（1963年）東北大学名誉教授、有機化学
- 石田幹之助：（1964年）國學院大學教授、東洋史学
- 岩橋小弥太：（1964年）國學院大學教授、歴史学
- 川瀬一馬:（1966年）青山学院女子短期大学名誉教授、書誌学
- 成瀬政男：（1966年）東北大学名誉教授、工学
- 菊池喜充:（1967年）東北大学教授、電子工学
- 宮地伝三郎：（1968年）京都帝国大学名誉教授、動物学
- 江上波夫:（1969年）東京大学名誉教授、考古学cf. 勲三等旭日中綬章、1977年
- 石井良助：（1970年）東京大学名誉教授、法制史学、勲二等旭日重光章（1978年）
- 泉井久之助：（1971年）京都大学名誉教授、言語学
- 木村秀政:（1971年）東京大学教授、航空学
- 大野豊（1971年）京都大学名誉教授、工学
- 横超慧日：（1972年）大谷大学名誉教授、仏教学
- 川上正光:（1972年）東京工業大学学長、電気工学
- 川勝政太郎：（1973年）考古学者、石造美術の研究
- 前田憲一：（1973年）京都大学名誉教授、電波工学
- 市古貞次：（1973年）東京大学名誉教授、国文学
- 中村元:（1974年）東京大学名誉教授、インド哲学者cf. 1977年 勲一等瑞宝章
- 赤松俊秀:（1974年）京都大学名誉教授、中世史家
- 野田又夫:（1975年）京都大学名誉教授、哲学者
- 亀谷了:（1976年）日本生物科学研究所教授、寄生虫学
- 河田敬義:（1977年）東京大学名誉教授、数学者
- 池田彌三郎：（1977年）慶応義塾大学教授、民俗学者
- 金田一春彦:（1977年）cf. 勲三等旭日中綬章、1986年
- 今村泰二：（1978年）北海道教育大学元教授、茨城大学名誉教授、常盤大学元教授、動物学者
- 岡本舜三:（1979年）埼玉大学名誉教授、応用力学
- 林知己夫：（1981年） 統計数理研究所元所長、統計学者
- 猪木正道:（1981年） 京都大学名誉教授、政治学者
- 矢沢大二:（1981年） 東京都立大学 (1949-2011)名誉教授、地理学者、日本地理学会会長、勲三等旭日中綬章（1986年）
- 大沢清輝：（1982年）東大教授、天文学
- 今堀和友：（1984年）東大教授、生化学
- 岡村総吾:（1984年）東大名誉教授、電子工学
- 大沢文夫：（1985年）名大名誉教授、生物物理学
- 菊地吾郎:（1985年）東北大学名誉教授、医学
- 今道友信:（1986年）京大名誉教授、哲学、旭日中綬章（1993年）
- 藤井澄二：（1986年）京大名誉教授、富山県立大学初代学長、振動・制御・ロボット工学、従三位勲二等瑞宝章（1997年）
- 池原森男:（1986年）阪大名誉教授、薬学・核酸化学
- 入江富士男:（1986年）九大学名誉教授、電気工学
- 北村甫：（1986年）東京外大名誉教授、チベット学
- 崎浦誠治:（1986年）北大名誉教授、農業経済学
- 鈴木禄弥:（1986年）東北大教授、民法学
- 田丸謙二:（1986年）東大教授、触媒化学
- 塚田裕三:（1986年）慶大教授、神経科学
- 松永英:（1986年）国立遺伝学研究所所長、遺伝学
- 早川幸男:（1986年）名大教授、宇宙物理学
- 河竹登志夫：（1987年）早稲田大学名誉教授、演劇学
- 加藤一郎：（1987年）東京大学名誉教授、元総長、法学
- 増本健：（1987年）東北大学名誉教授(現 電磁材料研究所理事長)、金属学
- 田宮信雄：（1987年）東北大学名誉教授、生化学
- 高井康雄：（1987年）東京大学名誉教授、環境科学
- 平本幸男：（1987年）東京工業大学名誉教授、細胞生理学
- 三宅三郎：（1987年）元東京大学教授、宇宙物理学
- 入沢宏：（1987年）岡崎国立共同研究機構教授、生理学
- 高田利夫：（1987年）京都大学名誉教授、固体化学
- 吉田光邦：（1987年）京都大学名誉教授、科学史学
- 渡辺信淳：（1987年）京都大学名誉教授、応用化学
- 曲直部寿夫：（1987年）大阪大学名誉教授、心臓外科学
- 梅棹忠夫：（1988年）国立民族学博物館館長、民族学
- 江上信雄：（1988年）東京大学名誉教授、生物学
- 幾代通：（1988年）東北大学名誉教授、民法学
- 上山春平：（1988年）京都大学名誉教授、哲学
- 内田久雄：（1988年）東京大学名誉教授、分子生物学
- 佐野圭司：（1988年）東京大学名誉教授、脳神経外科学
- 坂村貞雄：（1988年）北海道大学教授、農芸化学
- 南原利夫：（1988年）東北大学教授、薬学
- 松尾正之：（1988年）東北大学名誉教授、電子工学
- 白壁彦夫：（1988年）順天堂大学名誉教授、内科医学
- 藤田譲：（1988年）東京大学名誉教授、溶接工学
- 山口嘉夫：（1988年）東京大学名誉教授、理論物理学
- 高木俊宜：（1988年）京都大学名誉教授、電子工学
- 難波進：（1988年）大阪大学教授、電子工学
- 林真二：（1988年）鳥取大学教授、農芸化学
- 田部浩三：（1988年）北海道大学教授、触媒化学
- 西川哲治：（1988年）東京大学名誉教授、物理学
- 内田久雄：（1988年）東京大学名誉教授、分子生物学
- 桜井清彦：（1988年）早稲田大学教授、考古学
- 佐野圭司：（1988年）東京大学名誉教授、脳神経外科学
- 津田恒之：（1988年）東北大学名誉教授、畜産学
- 南雲仁一：（1988年）東京大学名誉教授、生体工学
- 塩川二朗：（1988年）大阪大学名誉教授、応用化学
- 緒方規矩雄：（1988年）新潟大学名誉教授、生化学
- 加藤一郎：（1987年）早稲田大学教授、ロボット工学
- 秋山虔：（1989年）東京大学名誉教授、国文学
- 飯島泰蔵：（1989年）東京工業大学名誉教授 パターン認識
- 脇本平也：（1989年）東京大学名誉教授 宗教学
- 京極純一：（1989年）東京女子大学長、政治学
- 三隅二不二：（1989年）大阪大学名誉教授、社会心理学
- 久保慶三郎：（1989年）東京大学名誉教授、土木工学
- 豊沢豊：（1989年）東京大学名誉教授、物性化学
- 野島庄七：（1989年）東京大学名誉教授、生化学
- 橋本周久：（1989年）東京大学名誉教授、水産科学
- 赤羽賢司：（1989年）東京大学名誉教授、電波天文学
- 岩井誠三：（1989年）神戸大学名誉教授、麻酔医学
- 妹尾泰利：（1989年）九州大学名誉教授、機械工学
- 武田友四郎：（1989年）九州大学名誉教授、農芸化学
- 勝沼信彦：（1990年） 徳島文理大学学長
- 中根千枝：（1990年）東京大学名誉教授、文化人類学
- 森岡清美：（1990年）東京教育大学名誉教授、宗教社会学
- 岡田節人:（1990年）京都大学栄誉教授、発生生物学
- 河合雅雄：（1990年）京都大学名誉教授、類人猿学cf. 勲三等旭日中綬章、1995年
- 服部正明：（1990年）京都大学名誉教授、インド哲学
- 樋口隆昌：（1990年）京都大学教授、木質生化学
- 鳥塚賀治：（1990年）東北大学名誉教授、原子物理学
- 斎藤日向：（1990年）東京大学名誉教授、分子遺伝学
- 田中昭二：（1990年）東京大学名誉教授、応用物理学
- 三輪史朗：（1990年）元東京大学教授、血液学
- 平尾邦雄：（1990年）東京大学名誉教授、宇宙科学
- 岩喬：（1990年）金沢大学教授、心臓外科学
- 小泉光恵：（1990年）大阪大学名誉教授、無機材料化学
- 坂井利之：（1990年）京都大学名誉教授、情報工学
- 矢吹萬壽：（1990年）大阪府立大学学長、農業気象学
- 小林博：（1990年）北海道大学教授、病理学
- 竹内昭：（1990年）順天堂大学教授、生理学
- 福岡正夫：（1990年）慶応義塾大学名誉教授、経済学
- 藤田宏：（1990年）東京大学名誉教授、数学
- 菅野昌義：（1990年）長岡技術科学大学学長、核燃料工学
- 斎藤哲夫：（1990年）名古屋大学名誉教授、害虫学
- 森本信男：（1990年）大阪大学名誉教授、鉱物学
- 吉田善一：（1990年）京都大学名誉教授、合成化学
- 大木道則：（1990年）東京大学名誉教授、有機化学
- 井林博：（1990年）九州大学名誉教授、内分泌学
- 衛藤瀋吉：（1991年） 東京大学名誉教授、国際政治学
- 井村徹：（1991年）名古屋大学教授、金属工学
- 宇尾光治：（1991年）京都大学名誉教授、プラズマ物理学
- 柳田聖山：（1991年）京都大学名誉教授、仏教学
- 辻村明：（1991年）東京大学名誉教授、社会心理学
- 江崎春雄：（1991年）筑波大学名誉教授、農業機械学
- 飯野徹雄：（1991年）東京大学名誉教授、遺伝学
- 洪悦郎：（1991年）北海道大学名誉教授、建築学
- 下鶴大輔：（1991年）東京大学名誉教授、火山物理学
- 砂田今男：（1991年）東京医科歯科大学名誉教授、歯科保存学
- 竹内一夫：（1991年）杏林大学学長、脳神経外科学
- 西村純：（1991年）東京大学名誉教授、宇宙物理学
- 野村民也：（1991年）東京大学名誉教授、宇宙科学
- 山田秀明：（1991年）京都大学名誉教授、応用微生物学
- 松本慶蔵：（1991年）長崎大学教授、感染症学
- 正宗直：（1991年）北海道大学名誉教授、有機化学
- 佐藤博：（1991年）北里大学教授、獣医神経病理学
- 碧海純一：（1991年）東京大学名誉教授、法哲学
- 小林義郎：（1991年）東京薬科大学名誉教授、フッ素化学
- 中尾真：（1991年）東京医科歯科大学名誉教授、生化学
- 奈須紀幸：（1991年）東京大学名誉教授、海洋地質学
- 赤沢堯：（1991年）名古屋大学教授、植物生化学
- 井村徹：（1991年）名古屋大学名誉教授、金属物理学
- 宇尾光治：（1991年）京都大学名誉教授、プラズマ理工学
- 伊達宗行：（1991年）大阪大学教授、物性物理学
- 亀山正邦：（1991年）京都大学名誉教授、神経内科学
- 柴田三千雄 （1992年）東京大学名誉教授、西洋史
- 井形昭弘（1992年）鹿児島大学学長、神経内科学
- 伊東光晴 （1992年）京都大学名誉教授、経済学
- 小関治男（1992年）京都大学名誉教授、分子生物学
- 伊谷純一郎：（1992年）京都大学名誉教授、人類学
- 大村智:（1992年）北里研究所所長、天然物化学
- 甲藤好郎：（1992年）東京大学名誉教授、熱工学
- 北川照男：（1992年）日本大学教授、小児医学
- 植木邦和：（1992年）京都大学名誉教授、植物学
- 宮脇昭：（1992年）横浜国立大学名誉教授、生態学
- 東三郎：（1992年）北海道大学名誉教授、森林学
- 伊東糾次：（1992年）早稲田大学教授、理工学
- 三笠正人：（1992年）大阪市立大学名誉教授、土木工学
- 小泉明：（1992年）東京大学名誉教授、公衆衛生学
- 森肇：（1992年）九州大学名誉教授、物性理論学
- 正木進三：（1992年）弘前大学教授、昆虫学
- 中島哲夫：（1992年）東京大学名誉教授、農学
- 鴻常夫：（1992年）東京大学名誉教授、商法学
- 朽津耕三：（1992年）東京大学名誉教授、プラズマ工学
- 本間光夫：（1992年）慶応義塾大学名誉教授、内科学
- 山田和生：（1992年）名古屋大学名誉教授、環境医学
- 三枝武夫：（1992年）京都大学名誉教授、高分子学
- 山中千代衛：（1992年）大阪大学名誉教授、レーザー科学
- 吉森昭夫：（1992年）大阪大学名誉教授、物理学
- 藤沢令夫：（1993年）京都大学名誉教授、哲学
- 宇津徳治：（1993年）東京大学名誉教授、地震学
- 祖父江孝男：（1993年）国立民族学博物館名誉教授、文化人類学
- 大西英爾：（1993年）名古屋大学名誉教授、動物学
- 後藤淑：（1993年）芸能史研究家
- 西連寺永康：（1993年）日本大学研究所教授、歯科放射線学
- 高月清：（1993年）熊本大学教授、血液内科学
- 高橋信孝：（1993年）東京大学名誉教授、天然物有機化学
- 千葉英雄：（1993年）京都大学名誉教授、食品工学
- 原昭二：（1993年）東京薬科大学名誉教授、薬化学
- 藤田廣志：（1993年）大阪大学名誉教授、応用物性学
- 星野英一：（1993年）東京大学名誉教授、民法学
- 堀幸夫：（1993年）東京大学名誉教授、機械力学
- 丸山和博：（1993年）京都大学名誉教授、有機化学
- 志方俊夫：（1993年）日本大学教授、病理学
- 関口忠：（1993年）東京大学名誉教授、電気工学
- 高柳和夫：（1993年）東京大学名誉教授、物理学
- 長谷川彰：（1993年）元東京水産大学教授、漁業経済学
- 藤野正三郎：（1993年）一橋大学名誉教授、経済学
- 堀川清司：（1993年）東京大学名誉教授、海岸工学
- 星猛：（1993年）東京大学名誉教授、生理学
- 樋口敬二：（1993年）名古屋大学名誉教授、雪氷学
- 阪口玄二：（1993年）大阪府立大学名誉教授、応用獣医学
- 坪村宏：（1993年）大阪大学名誉教授、物理化学
- 本間長世 （1994年）東京大学名誉教授、アメリカ史
- 速水融：（1994年） 慶應義塾大学名誉教授、歴史人口学
- 佐竹昭広：（1994年）国文学研究資料館長、国文学
- 尾崎秀樹：（1994年）文芸評論家
- 高久史麿：（1994年）国立国際医療センター総長、瑞宝大綬章（2012年）
- 森政弘：（1994年）東京工業大学名誉教授、ロボット工学、勲三等旭日中綬章（1999年）
- 岸力：（1994年）北海道大学名誉教授、土木工学
- 滝島任：（1994年）東北大学名誉教授、内科学
- 鈴木直義：（1994年）帯広畜産大学教授、寄生虫学研究
- 庄野達哉：（1994年）元京都大学教授、合成化学
- 原富之：（1994年）大阪大学名誉教授、生理学
- 三島豊：（1994年）神戸大学名誉教授、皮膚科学
- 辻二郎：（1994年）東京工業大学名誉教授、有機合成化学
- 岡市友利：（1994年）香川大学長、水産科学
- 稲場文男：（1994年）東北大学名誉教授、電子工学
- 小嶋稔：（1994年）東京大学名誉教授、地球物理学
- 川路紳治：（1994年）学習院大学教授、固体物性研究
- 堂山昌男：（1994年）東京大学名誉教授、金属物性工学
- 永井克孝：（1994年）東京大学名誉教授、生化学
- 橋本嘉幸：（1994年）東北大学名誉教授、衛生化学
- 松尾浩也：（1994年）東京大学名誉教授、刑事法学
- 水島昭二：（1994年）元東大応用微生物研究所長、分子細胞生物学
- 志村博康：（1994年）東京大学名誉教授、農業水利学
- 森岡俊夫：（1994年）九州大学名誉教授、予防歯科学
- 久馬一剛：（1994年）京都大学名誉教授、土壌学
- 今井賢一：（1995年）スタンフォード大学教授、経営学者
- 河合隼雄：（1995年）京都大学名誉教授、心理学
- 小田島雄志：（1995年）東京大学名誉教授、英文学
- 石井米雄：（1995年） 京都大学名誉教授
- 奥野健男：（1995年） 多摩美術大学名誉教授、批評家
- 北川善太郎:（1995年）京都大学名誉教授、民法学
- 相磯秀夫：（1995年） 東京工科大学学長、情報工学
- 中野三敏:（1995年） 九州大学名誉教授、瑞宝重光章（2012年）
- 生田房弘：（1995年）新潟大学名誉教授、勲三等旭日中綬章（2001年）、植物遺伝学
- 糟谷忠雄：（1995年）北海道大学名誉教授、物性物理学
- 菅野卓雄：（1995年）東京大学名誉教授、電子工学
- 宗宮重行：（1995年）東京工業大学名誉教授、化学工学
- 宅間宏：（1995年）電気通信大学教授、物理学
- 山本明夫：（1995年）東京工業大学名誉教授、有機金属化学
- 生田房弘：（1995年）新潟大学名誉教授、神経病理学
- 常脇恒一郎：（1995年）京都大学名誉教授、
- 永津俊治：（1995年）名古屋大学名誉教授、生化学
- 濱川圭弘：（1995年）大阪大学教授、電子工学
- 又賀曻：（1995年）大阪大学名誉教授、光物理化学
- 中村元臣：（1995年）九州大学名誉教授、内科学
- 末松安晴：（1996年）東京工業大学学長、電子物理工学者
- 岩村秀：（1996年）九州大学有機化学基礎教育センター教授、有機化学
- 富永健一：（1996年）東京大学名誉教授、社会学
- 海老沢敏：（1996年）国立音楽大学名誉教授、音楽学
- 川村二郎：（1996年）東京都立大学名誉教授、ドイツ文学、批評家
- 阿部謹也：（1997年） 一橋大学名誉教授、歴史学者、西洋史学
- 芳賀徹：（1997年） 東京大学名誉教授、比較文学
- 長尾真：（1997年） 京都大学教授、情報通信工学
- 大橋秀雄:（1997年）東京大学名誉教授、工学院大学名誉教授、工学
- 井村伸正：（1997年）北里大学教授、薬学
- 鳥越文蔵：（1997年）早稲田大学名誉教授、演劇学
- 山崎舜平：（1997年） 工学者
- 吉田修：（1997年）京都大学名誉教授（現 iPSアカデミアジャパン社長）、医学者、泌尿器科学
- 川島康生:（1997年）大阪大学名誉教授、医学
- 飯田経夫:（1998年）名古屋大学名誉教授、経済学
- 木村克美：（1998年） 分子科学研究所名誉教授、分子科学
- 佐々木高明：（1998年） 国立民族学博物館教授、文化人類学
- 中野三敏：（1998年）九州大学名誉教授、近世文学
- 鈴木尚：（1998年） 東京大学名誉教授、成城大学教授
- 田中正之：（1998年） 東北大学教授、地球物理学
- 平川祐弘：（1998年） 東京大学名誉教授
- 飯田経夫：（1998年）国際日本文化研究センター教授、経済学
- 信多純一：（1999年）大阪大学名誉教授、近世文学
- 栗田勇：（1999年）フランス文学者、批評家
- 米山俊直：（1999年）国立民族学博物館教授、文化人類学
- 山崎正和：（1999年）大阪大学名誉教授、劇作家
- 吉田民人：（1999年）東京大学名誉教授、社会学
- 国武豊喜：（1999年） 化学者、九州大学元教授、北九州市立大学副学長、理化学研究所ディレクター
- 田中日佐夫：（1999年） 成城大学名誉教授、美術史学者
- 朝尾直弘：（1999年）京都大学名誉教授、日本史学
- 大家　寛：（1999年）東北大学教授、宇宙空間プラズマ物理学
- 秋葉欣哉：（2000年）広島大学名誉教授、有機化学研究
- 高階秀爾：（2000年）東京大学名誉教授、西洋美術史
- 吉田光昭：（2000年）東京大学名誉教授、分子生物学
- 青木保：（2000年）文化庁長官、文化人類学
- 加藤尚武：（2000年）京都大学名誉教授、倫理学
- 小野旭:（2000年）一橋大学名誉教授、労働経済学
- 野村純一：（2000年） 國學院大學名誉教授、民俗学者、国文学者
- 中澤弘基：（2000年） 東北大学大学院元教授、元無機材質研究所総合研究官
- 岡崎恒子:（2000年）名古屋大学名誉教授、分子生物学
- 後藤尚久：（2000年） 東京工業大学名誉教授、工学者
- 長谷川篤彦：（2000年）東京大学名誉教授、獣医学、医真菌学
- 伊賀健一：（2001年）東京工業大学教授、工学
- 大熊幹章：（2001年）東京大学名誉教授、林学
- 大嶽秀夫：（2001年） 同志社女子大学客員教授、政治学者
- 岡村甫:（2001年）東京大学名誉教授、コンクリート工学
- 尾髙煌之助:（2001年）一橋大学・法政大学名誉教授、経済学
- 小尾欣一:（2001年）東京工業大学名誉教授、化学
- 坂部恵：（2001年）東京大学名誉教授、哲学
- 安藤元雄:（2002年）明治大学教授、フランス文学
- 猪木武徳：（2002年）国際日本文化研究センター教授、経済学
- 岡本宏：（2002年）東北大学教授、医学者
- 岡本佳男：（2002年）名古屋大学教授、化学者
- 竜田邦明：（2002年）早稲田大学教授、化学者
- 野中郁次郎：（2002年）一橋大学名誉教授、経営学者
- 福山秀敏：（2003年） 東京大学教授、物理学者
- 榊佳之：（2003年） 東京大学教授、分子生物学、ゲノム科学
- 北村惣一郎：（2003年） 国立循環器病センター総長、医学者
- 板谷謹悟：（2003年） 東北大学教授、化学者
- 板倉文忠：（2003年） 名城大学理工学部教授、名古屋大学名誉教授、音声工学者
- 坂村健：（2003年） 東京大学大学院教授、コンピュータ・アーキテクト
- 毛里和子：（2003年） 早稲田大学教授、政治学者
- 武田佐知子：（2003年）大阪外国語大学教授、日本史
- 石原宏：（2003年） 東京工業大学教授、電子物理工学者
- 柴崎正勝：（2003年） 東京大学教授、化学者
- 若桑みどり：（2003年） 千葉大学名誉教授、美術史学者
- 十倉好紀：（2003年） 東京大学教授、物理学者
- 神原秀記:（2003年）日立製作所フェロー
- 上條謙二郎：（2004年）東北大学名誉教授、航空宇宙工学者
- 鷲田清一：（2004年）大阪大学総長、倫理学
- 松沢哲郎：（2004年） 京都大学教授、霊長類学者
- 山岸俊男：（2004年） 北海道大学教授、社会心理学者
- 木村栄一：（2004年） 広島大学医学部名誉教授、化学者、薬学者
- 篠田傳：（2004年） 広島大学客員教授、プラズマディスプレイの開発者
- 樺山紘一：（2005年）東京大学名誉教授、西洋史
- 山形俊男:（2005年）東京大学教授、地球物理学
- 田中優子：（2005年）法政大学教授、近世文学
- 牧野内昭武：（2005年）理化学研究所ものつくり情報技術統合化研究プログラムディレクター
- 伊丹敬之：（2005年） 一橋大学教授、経営学者
- 川内浩司：（2005年） 北里大学教授、農学博士
- 佐々木毅：（2005年） 政治学者-前東京大学学長
- 鈴木厚人：（2005年） 東北大学副学長・教授、物理学者
- 山本喜久：（2005年） 国立情報学研究所教授、物理学者
- 古井貞熙：（2006年）　東京工業大学教授、音声情報工学者
- 山内昌之：（2006年） 東京大学教授、歴史学者
- 杉山正明：（2006年） 京都大学教授、歴史学者
- 原田明：（2006年） 大阪大学教授、化学者
- 藤吉好則：（2006年） 京都大学教授、構造生理学者
- 長野哲雄：（2006年） 東京大学教授、薬学者
- 青柳正規：（2006年）東京大学名誉教授、考古学、美術史
- 江刺正喜：（2006年）東北大学大学院教授、工学
- 正本順三：（2006年）福井工業大学教授、経営学者、化学者
- 広瀬茂男：（2006年）東京工業大学名誉教授、ロボット工学者
- 中村敏一：（2006年）大阪大学名誉教授、生物学
- 舛岡富士雄：（2007年） 東北大学名誉教授
- 進士五十八：（2007年） 東京農業大学教授、農学者
- 福井康雄：（2007年） 名古屋大学教授
- 松本紘：（2007年）京都大学　理事・副学長　名誉教授　宇宙プラズマ物理学
- 林崎良英：（2007年） 理化学研究所ゲノム科学総合研究センター・プロジェクトディレクター
- 岩井克人：（2007年） 東京大学教授、経済学
- 白石隆：（2007年） 政策研究大学院大学教授、東南アジア史
- 小林四郎：（2007年） 京都大学名誉教授
- 岡村均：（2007年） 京都大学教授、医学者
- 藤野陽三：（2007年） 東京大学教授、社会基盤工学者
- 堀内昶：（2007年） 京都大学名誉教授、物理学者
- 入江正浩：（2007年） 九州大学名誉教授、化学者
- 川瀬正明:（2007年）公立千歳科学技術大学学長、工学
- 吉良満夫：（2007年） 東北大学名誉教授、化学者
- 河田聡：（2007年） 大阪大学教授、工学者
- 佐和隆光：（2007年）京都大学経済研究所名誉教授、経済学者
- 安田喜憲：（2007年）国際日本文化研究センター教授
- 岡田典弘：（2007年）東京工業大学教授、分子生物学者
- 安西祐一郎：（2008年）慶應義塾塾長、認知科学
- 井上博允：（2008年）東京大学名誉教授、ロボット工学者
- 大貫惇睦：（2008年） 大阪大学教授、物理学者
- 南部健一：（2008年） 東北大学名誉教授、工学者
- 今田高俊：（2008年）東京工業大学教授、社会学者
- 郡健二郎：（2008年） 名古屋市立大学教授、泌尿器科学者
- 山中伸弥：（2008年） 京都大学教授、医学者
- 山口仲美：（2008年） 明治大学教授、国語学者
- 大塚和夫：（2008年） 東京外国語大学教授、社会人類学
- 深尾昌一郎:（2008年）京都大学名誉教授、大気物理学
- 増原宏：（2008年） 大阪大学名誉教授、化学者
- 遠藤守信：（2008年） 信州大学教授、化学者
- 磯部稔：（2008年） 名古屋大学名誉教授、化学者
- 神野直彦：（2009年） 東京大学名誉教授、経済学者
- 江頭憲治郎：（2009年） 東京大学名誉教授、法学者
- 岡野栄之：（2009年） 慶應義塾大学教授、医学者
- 寺西重郎：（2009年） 一橋大学名誉教授、経済学者
- 中村栄一：（2009年） 東京大学教授、化学者
- 福山透：（2009年） 東京大学教授、化学者
- 米澤明憲：（2009年） 東京大学教授、情報科学者
- 上村大輔：（2009年） 名古屋大学名誉教授、化学者
- 細野秀雄：（2009年） 東京工業大学教授、物理学者
- 山室信一：（2009年） 京都大学教授、政治学者
- 五條堀孝：（2009年） 国立遺伝学研究所副所長・教授、遺伝学者
- 武内一夫：（2009年）理化学研究所、埼玉大学教授、工学者
- 大塚啓二郎：（2010年） 政策研究大学院大学教授、経済学者
- 斎藤修：（2010年） 一橋大学名誉教授、経済学者
- 林民生：（2010年） 京都大学教授、化学者
- 土井正男：（2010年） 東京大学教授、物理学者
- 辻井潤一：（2010年） 東京大学教授、情報科学者
- 中沢正隆：（2010年） 東北大学ディスティングイッシュトプロフェッサー、物理学者
- 大谷栄治：（2010年） 東北大学ディスティングイッシュトプロフェッサー、地球科学者
- 大谷元：（2010年） 信州大学教授、農学者
- 末廣昭：（2010年） 東京大学教授、経済学者
- 相田卓三：（2010年） 東京大学教授、科学者
- 水野忠恒（2010年） 一橋大学教授、法学者
- 吉川洋：（2010年） 東京大学教授、経済学者
- 生田幸士：（2010年） 東京大学教授、工学者
- 東野治之：（2010年） 奈良大学教授、歴史学者
- 植田憲一：（2010年） 電気通信大学教授、物理学者
- 門脇孝：（2010年）東京大学教授、医学者
- 鍋島陽一：（2010年）京都大学名誉教授、医学者、分子生物学および分子病態学
- 西田栄介：（2010年）京都大学教授、医学者、シグナル伝達学
- 浅野泰久：（2011年） 富山県立大学教授、生物学者
- 揖斐高：（2011年） 成蹊大学教授、日本文学
- 井堀利宏：（2011年） 東京大学教授、経済学
- 西尾章治郎：（2011年） 大阪大学教授、情報科学者
- 圓山重直：（2012年） 東北大学教授、工学者
- 山本雅之：（2012年） 東北大学教授、工学者
- 硤合憲三：（2012年） 東京理科大学教授、化学者
- 大石進一：（2012年） 早稲田大学教授、計算機科学者
- 田中明彦：（2012年） JICA理事長、国際政治学者
- 長澤寛道：（2012年） 東京大学教授、化学者
- 花岡文雄：（2012年） 大阪大学名誉教授、生物学者
- 池内克史：（2012年） 東京大学教授、工学者
- 松本邦弘：（2012年） 名古屋大学教授、生物学者
- 森棟公夫：（2012年） 京都大学名誉教授、統計学者
- 小杉泰：　（2012年） 京都大学教授、宗教学者
- 石川哲也：（2012年） 理化学研究所播磨研究所所長
- 北徹：（2012年） 京都大学名誉教授、医学者
- 北岡良雄：（2012年） 大阪大学教授、工学者
- 宮下徳治：（2012年） 東北大学多元物質科学研究所教授、工学者、高分子・ハイブリッド材料研究センター長
- 池田真朗：（2012年） 慶應義塾大学教授、法学者
- 木畑洋一：（2012年） 東京大学名誉教授、歴史学者
- 近藤豊：（2012年） 東京大学教授、環境学者
- 笹川千尋：（2012年） 東京大学名誉教授、細菌学者
- 中山信弘：（2012年） 東京大学名誉教授、法学者
- 福田裕穂：（2012年） 東京大学教授、植物生理学者
- 間野博行：（2012年） 自治医科大学教授、[医科学者
- 山下晋司：（2012年） 東京大学教授、文化人類学者
- 浜口宏夫：（2012年） 東京大学名誉教授、物理化学者
- 村瀬洋：（2012年） 名古屋大学教授、情報科学
- 島本功：（2012年） 奈良先端科学技術大学院大学教授、育種学
- 西村和雄：（2012年） 京都大学名誉教授、経済学者
- 久保司郎：（2012年） 大阪大学教授、工学者
- 三浦道子：（2012年） 広島大学教授、工学者
- 寺崎哲也：（2013年） 東北大学教授、薬学者
- 大政謙次：（2013年） 東京大学教授、農学者
- 西川恵子：（2013年） 千葉大学教授、物理化学者
- 河本邦仁：（2013年） 名古屋大学教授、無機材料化学者
- 川人光男：（2013年） 国際電気通信基礎技術研究所脳情報通信総合研究所長、脳神経科学者
- 前野悦輝：（2013年） 京都大学教授、物理学者
- 小長谷有紀：（2013年） 国立民族学博物館教授、文化人類学者
- 都甲潔：（2013年） 九州大学教授、電子工学者
- 城戸淳二：（2013年） 山形大学教授、分子工学者
- 今井浩三：（2013年） 札幌医科大学名誉教授、内科学者
- 喜連川優：（2013年） 東京大学教授、計算機科学者
- 小長井誠：（2013年） 東京工業大学教授、応用物理学者
- 難波成任：（2013年） 東京大学教授、植物病理学者
- 圓川隆夫：（2013年） 東京工業大学教授、経営工学者
- 小松和彦：（2013年） 人間文化研究機構国際日本文化センター所長、民俗学者
- 関口章:（2014年）筑波大学教授、化学者
- 藤田誠:（2014年）東京大学教授、化学者
- 小林俊行:（2014年）東京大学教授、数学者
- 齊藤誠:（2014年）一橋大学教授、経済学者
- 坂野仁:（2014年）東京大学名誉教授、神経科学者
- 鈴木杜幾子:（2014年）明治学院大学教授、美術史学者
- 伏木亨:（2014年）京都大学教授、農学者
- 濱田博司：（2014年）大阪大学教授、発生遺伝学者
- 蔡安邦:（2014年）東北大学教授、物理学
- 井上和秀:（2014年）九州大学教授、薬理学
- 香取秀俊：（2014年）東京大学教授、物理工学
- 西村いくこ：（2014年）京都大学教授、分子生物学
- 野田進:（2014年）京都大学教授、電子工学
- 宮沢陽夫：（2015年）東北大学教授、食品学
- 豊島近：（2015年）東京大学教授、構造生物学
- 藤田敏郎：（2015年）東京大学名誉教授、内科学
- 木下直之：（2015年）東京大学教授、美術史
- 吉田潤一：（2015年）京都大学教授、有機合成化学
- 米田悦啓：（2015年）大阪大学名誉教授、細胞生物学
- 入船徹男：（2015年）愛媛大学教授、高圧地球科学
- 狩野方伸：（2015年）東京大学教授、神経科学
- 西村清彦：（2015年）東京大学教授、理論経済学
- 山下友信：（2015年）東京大学名誉教授、商法学
- 小澤正直：（2015年）名古屋大学教授、量子情報科学
- 福田敏男：（2015年）名古屋大学名誉教授、ロボット工学
- 澤本光男：（2015年）京都大学教授、高分子化学
- 佐々木裕之：（2015年）九州大学教授、遺伝学
- 堀田善治：（2015年）九州大学教授、材料組織制御学
- 村上昇：（2015年）宮崎大学教授、獣医学
- 永原裕子：（2016年）東京大学教授 惑星科学
- 高山博：（2016年）東京大学教授 西洋史学
- 清木元治：（2016年）東京大学名誉教授 腫瘍学
- 篠原久典：（2016年）名古屋大学教授 ナノ構造化学
- 松岡信：（2016年）名古屋大学教授　植物遺伝学・育種学研究）
- 柳沢正史：（2016年）筑波大学教授、テキサス大大学教授 生理学・神経科学
- 幾原雄一：（2016年）東京大学教授、材料化学
- 稲葉カヨ：（2016年）京都大学名誉教授、免疫学
- 大西公平：（2016年）慶応大学教授、電気電子工学
- 大渕憲一：（2016年）東北大学名誉教授、社会心理学・犯罪心理学
- 篠崎一雄：（2016年）理化学研究所環境資源科学研究センター長、植物分子生物学
- 樋口美雄：（2016年）慶応大学教授、労働経済学
- 古沢明：（2016年）東京大学教授、量子光学
- 水野哲孝：（2016年）東京大学教授、触媒化学
- 中島映至：（2017年）東京大学名誉教授、大気放射学
- 飯野正光：（2017年）東京大学名誉教授、薬理学
- 中里実：（2017年）東京大学教授、租税法学
- 山本一彦：（2017年）元東京大学教授、内科学
- 森郁恵：（2017年）名古屋大学教授、神経科学
- 八島栄次：（2017年）名古屋大学教授、高分子化学
- 河村能人：（2017年）熊本大学教授、材料科学
- 山谷知行：（2017年）東北大学名誉教授、植物栄養学
- 宮脇敦史：（2017年）理化学研究所脳科学総合研究センターチームリーダー、理化学
- 羽田正：（2017年）東京大学教授、イスラム史学
- 貝淵弘三：（2017年）名古屋大学教授、細胞生物学
- 川合真紀：（2017年）自然科学研究機構分子科学研究所所長、表面科学
- 津田敏隆：（2017年）京都大学名誉教授、大気物理学
- 小溝裕一：（2017年）大阪大学名誉教授、溶接工学
- 西田友是：（2017年）東京大学名誉教授、コンピューターグラフィックス
- 橋田充：（2017年）京都大学名誉教授、生物系薬学
- 中村太士：（2018年）北海道大学教授、森林科学
- 河西春郎：（2018年）東京大学教授、生理学
- 蔡兆申：（2018年）東京理科大学教授、物理学
- 永長直人：（2018年）東京大学教授、物理学
- 御厨貴：（2018年）東京大学名誉教授、政治史
- 濡木理：（2018年）東京大学教授、構造生物学
- 小川誠司：（2018年）京都大学教授、腫瘍生物学
- 尾崎幸洋：（2018年）関西学院大学名誉教授、分子分光学
- 小菅一弘：（2018年）東北大学教授、ロボティクス研究
- 斉藤和季：（2018年）千葉大学教授、天然資源系薬学・植物分子科学
- 玉蟲敏子：（2018年）武蔵野美術大学教授、美術史研究
- 吉田尚弘：（2018年）東京工業大学教授、環境学
- 高橋栄一：（2018年）東京工業大学名誉教授、固体地球科学
- 影山龍一郎：（2018年）京都大学教授、分子生物学・発生生物学
- 中條善樹：（2018年）京都大学名誉教授、高分子化学
- 木下タロウ：（2018年）大阪大学名誉教授、生化学・免疫学
- 阿尻雅文：（2019年）東北大学教授、化学工学
- 重川秀実：（2019年）筑波大学教授、応用物理学
- 佐藤隆一郎：（2019年）東京大学教授、食品科学
- 畠山昌則：（2019年）東京大学教授、細菌学・腫瘍学
- 井ノ口馨：（2019年）富山大学教授、神経科学
- 大須賀篤弘：（2019年）京都大学教授、構造有機化学
- 酒井敏行：（2019年）京都府立医科大学名誉教授、医学
- 金井壽宏：（2019年）神戸大学教授、経営学
- 伊藤貞嘉：（2019年）東北大学名誉教授、内科学
- 山海嘉之（2019年）：筑波大学教授、人間医工学
- 一條秀憲（2019年）：東京大学名誉教授、分子生物学
- 大栗博司（2019年）：カリフォルニア工科大学フレッド・カブリ冠教授・ウォルター・バーク理論物理学研究所所長、素粒子物理学
- 横山茂之（2019年）：東京大学名誉教授、構造生物学
- 橋本和仁（2019年）：東京大学教授・物質・材料研究機構理事長、機能物性化学
- 堂目卓生（2019年）：大阪大学教授、経済学
- 吉森保（2019年）：大阪大学教授、細胞生物学
- 圦本尚義（2020年）：北海道大学教授、惑星科学
- 川上憲人（2020年）：東京大学教授、公衆衛生学
- 山内薫（2020年）：東京大学教授、物理化学
- 徳田恵一（2020年）：名古屋工業大学教授、音声情報学
- 佐藤卓己（2020年）：東京大学教授、歴史学
- 杉山淳司（2020年）：京都大学教授、木質科学
- 森正樹（2020年）：九州大学教授、消化器外科学
- 川崎雅司（2020年）：東京大学教授、材料科学
- 神田秀樹（2020年）：東京大学名誉教授、商法学
- 後藤由季子（2020年）：東京大学教授、細胞生物学
- 小林修（2020年）：東京大学教授、有機化学
- 高橋雅英（2020年）：名古屋大学名誉教授、病理学
- 沈建仁（2020年）：岡山大学教授、生化学・植物生理学
- 澤芳樹（2020年）：大阪大学教授、医学
- 高橋義朗（2020年）：京都大学教授、原子物理学
- 長田裕之（2021年）：理化学研究所環境資源科学研究センターグループディレクター、生物有機化学
- 加藤隆史（2021年）：東京大学教授、高分子化学
- 佐藤薫（2021年）：東京大学教授、大気科学
- 福田慎一（2021年）：東京大学教授、マクロ経済学
- 水島昇（2021年）：東京大学教授、細胞生物学
- 西森秀稔（2021年）：東京工業大学名誉教授、統計物理学
- 神取秀樹（2021年）：名古屋工業大学教授、生物物理学
- 中山敬一（2021年）：九州大学教授、分子生物学
- 沼上幹（2021年）：一橋大学教授、経営学
- 吉村昭彦（2021年）：慶応義塾大学教授、免疫学
- 国中均（2021年）：宇宙航空研究開発機構宇宙科学研究所長、航空宇宙工学
- 塚谷裕一（2021年）：東京大学教授、植物学
- 河岸洋和（2021年）：静岡大学教授、生物有機化学
- 大森賢治（2021年）：自然科学研究機構分子科学研究所教授、量子物理学
- 馬場嘉信（2021年）：名古屋大学教授、分析化学
- 野崎京子（2022年）：東京大学教授、有機金属化学
- 蟻川謙太郎（2022年）：総合研究大学院大学教授、神経行動学
- 玄田有史（2022年）：東京大学教授、労働経済学
- 渡邉正義（2022年）：横浜国立大学名誉教授、電気化学
- 長谷部光泰（2022年）：自然科学研究機構基礎生物学研究所教授、植物進化学
- 高木博史（2022年）：奈良先端科学技術大学院大学教授、応用微生物学
- 松岡聡（2022年）：国立研究開発法人理化学研究所計算科学研究センター長、計算機科学
- 岡部繁男（2022年）：東京大学教授、医学
- 小原一成（2022年）：東京大学教授、地震学
- 浦野泰照（2022年）：東京大学教授、薬学
- 堀勝（2022年）：名古屋大学教授、工学
- 秋田茂（2022年）：大阪大学教授、歴史学
- 有馬建峰（2022年）：岡山大学教授、植物学
- 古瀬充宏（2022年）：九州大学名誉教授、農学
- 苅谷剛彦（2023年）：東京大学名誉教授、オックスフォード大学教授、社会学
- 井田良（2023年）：中央大学教授、刑法学
- 糸崎秀夫（2023年）：大阪大学名誉教授、工学
- 岡部徹（2023年）：東京大学教授、材料化学
- 三浦篤（2023年）：東京大学元教授、美術史学
- 吉崎悟朗（2023年）：東京海洋大学教授、養殖学
- 安藤敏夫（2023年）：金沢大学名誉教授、生物物理学
- 高津聖志（2023年）：東京大学名誉教授、免疫学
- 寺北明久（2023年）：大阪公立大学教授、動物生理学
- 松田道行（2023年）：京都大学教授、細胞生物学
- 関口清俊（2023年）：大阪大学名誉教授、細胞生物学
- 山内和人（2023年）：大阪大学教授、精密工学
- 茶谷直人（2023年）：大阪大学名誉教授、有機合成化学
- 河野修興（2023年）：広島大学名誉教授、呼吸器内科学
- 安達千波矢（2023年）：九州大学教授、材料化学
- 柚崎通介（2023年）：慶応義塾大学教授、神経科学
- 大野博司（2023年）：理化学研究所生命医科学研究センター副センター長、免疫学
- 渡部泰明（2023年）：人間文化研究機構国文学研究資料館長、和歌文学
- 榊原均（2023年）：名古屋大学教授、植物分子生理学
- 兒玉了祐（2023年）：大阪大学教授、プラズマ科学
- 辰巳砂昌弘（2023年）：大阪府立大学名誉教授、無機材料化学
- 佐藤和広（2023年）：岡山大学教授、植物遺伝育種科学
- 石原一彦（2024年）：東京大学名誉教授、金属工学
- 沖大幹（2024年）：東京大学教授、水文学
- 佐藤主光（2024年）：一橋大学教授、経済学
- 袖岡幹子（2024年）：理化学研究所環境資源科学教育センター副センター長、有機合成化学
- 馬場俊彦（2024年）：横浜国立大学教授、電子工学
- 納富信留（2024年）：東京大学教授、西洋古典学
- 今堀博（2024年）：京都大学教授、分子工学
- 太田淳（2024年）：奈良先端科学技術大学院大学理事・副学長、生物工学
- 山村和也（2024年）：大阪大学教授、精密工学
- 石川邦夫（2024年）：九州大学教授、歯学
- 鳥居啓子（2024年）：テキサス大学教授、植物学
- 小池淳一（2024年）：東北大学名誉教授、材料工学
- 宝野和博（2024年）：物質材料研究機構理事長、材料工学
- 石谷治（2024年）：東京工業大学名誉教授、光化学
- 小林達彦（2024年）：筑波大学教授、応用生物化学
- 岩坪威（2024年）：東京大学教授、神経病理学
- 藤田友敬（2024年）：東京大学教授、商法学
- 石原あえか（2024年）：東京大学教授、ドイツ文学
- 西田眞也（2024年）：京都大学教授、知覚心理学
- 中畑雅行（2024年）：東京大学教授、素粒子物理学
- 田中功（2024年）：京都大学教授、材料化学
- 宮地充子（2024年）：大阪大学教授、情報学
- 瀧井一博（2024年）：国際日本文化研究センター教授、法制史学
- 萩原篤志（2024年）：長崎大学名誉教授、水産学
- 福岡淳（2025年）：北海道大学名誉教授、触媒化学
- 藤掛英夫（2025年）：東北大学教授、電子工学
- 谷口尚（2025年）：国立研究開発法人物質・材料研究機構フェロー、材料工学
- 津村義彦（2025年）：筑波大学名誉教授、森林科学
- 青木節子（2025年）：慶應義塾大学教授、国際法学
- 阿部郁朗（2025年）：東京大学教授、合成生物学
- 岡本隆司（2025年）：早稲田大学教授、歴史学
- 佐竹健治（2025年）：東京大学名誉教授、地震学
- 山口真史（2025年）：豊田工業大学名誉教授、電気工学
- 木本恒暢（2025年）：京都大学教授、電気工学
- 柴田大（2025年）：京都大学教授、宇宙物理学
- 西田幸二（2025年）：大阪大学教授、眼科学
- 松井利郎（2025年）：九州大学教授、食品科学

## 文芸
- 金成マツ：（1956年）ユーカラ伝承者
- 江戸川乱歩：（1961年）推理作家
- 佐々木邦：（1962年） 作家、英文学者
- 大林清:（1966年）作家
- 海音寺潮五郎：（1968年）小説家、作家
- 木俣修: （1973年）歌人
- 村上元三：（1974年）作家
- 南條範夫：（1975年） 作家、経済学者
- 佐藤佐太郎：（1975年）歌人
- 阿木翁助：（1977年） 劇作家、脚本家
- 野田宇太郎：（1977年） 詩人、文芸評論家
- 新田次郎:（1979年） 作家
- 戸川幸夫:（1980年） 小説家、勲三等瑞宝章（1986年）
- 菊島隆三:（1980年） 脚本家
- 宮柊二:（1981年） 歌人
- 吉田秀和:（1982年） 音楽評論家、勲三等瑞宝章（1988年）
- 飯田龍太：（1983年） 俳人、評論家
- 西沢実：（1984年）放送劇作家、勲四等旭日小綬章（1991年）
- 田谷鋭：（1984年）歌人
- 伊藤桂一：（1985年）作家
- 池波正太郎：（1986年） 作家
- 豊田穣 （1986年）作家
- 加藤楸邨 （1986年）俳人、勲三等瑞宝章（1986年）
- 上田三四二（1987年）歌人
- 那珂太郎（1987年）詩人
- 森澄雄（1987年）俳人
- 杉本苑子（1987年）作家
- 橋田壽賀子：（1988年） 脚本家、劇作家、勲三等瑞宝章（2004年）
- 岡野弘彦:（1988年）歌人
- 多岐川恭：（1989年）作家
- 関沢新一：（1990年） 脚本家、作詞家、写真家
- 矢代静一：（1990年） 劇作家、脚本家
- 大城立裕：（1990年）作家
- 塚本邦雄：（1990年） 歌人
- 岸宏子：（1990年） 放送作家、小説家、勲四等宝冠章（1995年）
- 冨田博之：（1990年）児童演劇作家、評論家
- 山内久：（1990年）シナリオ作家
- 岸宏子：（1990年）放送作家
- 黒岩重吾：(1991年)　作家
- 清岡卓行:（1991年） 詩人、作家、勲三等瑞宝章（1998年）
- 村越化石：（1991年）俳人
- 兼高かおる:（1991年）ジャーナリスト
- 前川康男：（1991年）児童文学作家
- 香西久：（1991年）放送作家
- 大西民子:（1992年）歌人
- 今西祐行：（1992年）児童文学作家
- 高橋玄洋：（1992年）脚本家
- 児島襄：（1993年） 作家
- 野口達二：（1993年）劇作家
- 粟津則雄：（1993年）文芸評論家
- 早坂暁：（1994年） 作家　勲四等旭日小綬章（2000年）
- 尾崎秀樹：（1994年）文芸評論家
- 馬場あき子:（1994年） 歌人
- 岡本眸:（1994年）俳人
- 尾崎秀樹：（1994年）文芸評論家
- 結城昌治：（1994年）作家
- 長新太：（1994年）絵本作家
- 田辺聖子：（1995年） 作家
- 奥野健男:（1995年）文芸評論家
- 岩間芳樹：（1995年）放送作家
- 岡井隆:（1996年） 歌人、旭日小綬章（2004年）
- 川村二郎:（1996年）文芸評論家
- 平岩弓枝：（1997年） 作家、脚本家
- 大野靖子:（1997年）脚本家
- 川崎洋：（1997年） 詩人
- 久世光彦：（1998年） 脚本家、演出家
- 入沢康夫：（1998年）詩人、明治大学教授
- 横光晃：（1998年）脚本家
- 中島丈博：（1999年）脚本家、小説家
- 桶谷秀昭：（1999年） 批評家、文芸評論家
- 今江祥智：（1999年）児童文学作家、旭日小綬章（2005年）
- 三木卓:（1999年） 小説家、詩人、旭日中綬章（2011年）
- 桶谷秀昭:（1999年）文芸評論家
- 田向正健：（2000年）脚本家、旭日小綬章（2007年）
- 相田洋：（2000年） ドキュメンタリー作家
- 倉本聰：（2000年）　劇作家、脚本家、演出家cf. 旭日小綬章（2010年）
- 角野栄子:（2000年）童話作家、旭日小綬章（2014年）
- 福田善之：（2001年）劇作家
- あまんきみこ:（2001年）児童文学作家
- 筒井康隆：（2002年） 作家、俳優
- 宇多喜代子：（2002年）俳人
- 佐佐木幸綱:（2002年） 歌人
- 長部日出雄:（2002年）小説家、評論家
- 川村たかし:（2002年）児童文学作家
- 渡辺淳一：（2003年） 作家
- 市川森一：（2003年）脚本家、小説家cf. 旭日小綬章（2011年）
- 吉増剛造：（2003年） 詩人
- 阿刀田高:（2003年） 作家cf. 旭日中綬章、2009年
- 佐野洋子:（2003年）絵本作家、エッセイスト
- 竹内銃一郎：（2004年）劇作家
- 塩野七生：（2005年） 作家cf. 文化功労者、2007年
- 宮城谷昌光：（2006年） 作家、旭日小綬章（2016年）
- つかこうへい：（2007年） 劇作家
- 池澤夏樹：（2007年）詩人、翻訳家、小説家
- 竹山洋：（2007年）脚本家、作家
- 青野聰:（2008年）作家
- 髙樹のぶ子：（2009年）小説家
- 池端俊策：（2009年） 脚本家、映画監督
- 三浦雅士：（2010年） 文芸評論家
- 宮本輝：（2010年）作家
- 三枝昂之：（2011年）歌人
- 辻原登：（2012年）作家
- 松浦寿輝:（2012年）作家、詩人
- 小池光：（2013年）歌人
- 渡辺裕：（2013年）音楽評論家
- 北方謙三：（2013年）作家
- 稲葉真弓：（2014年）作家
- 鄭義信:（2014年）脚本家
- 栗木京子：（2014年）歌人
- 浅田次郎：（2015年）作家
- 桐野夏生：（2015年）作家
- 伊集院静：（2016年）作家
- 小島ゆかり：（2017年）歌人
- 三谷幸喜：（2017年）脚本家
- 夢枕獏：（2018年）作家
- 林真理子：（2018年）作家
- 川上弘美：（2019年）作家
- 正木ゆう子：（2019年）俳人
- 岡田惠和：（2019年）脚本家
- 篠田節子：（2020年）作家
- 井上由美子：（2020年）脚本家
- 多和田葉子：（2020年）作家
- 長木誠司：（2021年）音楽評論家
- 小川洋子：（2021年）作家
- 島田雅彦：（2022年）作家
- 大沢在昌：（2022年）作家
- 坂元裕二：（2023年）脚本家
- 東野圭吾：（2023年）作家
- 俵万智：（2023年）歌人

## 俳優
- 東山千栄子：（1955年）、勲四等宝冠章（1965年）、勲三等宝冠章（1974年）
- 初代水谷八重子：（1958年）、勲三等宝冠章（1975年）
- 天津乙女：（1958年）、勲四等宝冠章（1976年）
- 久松喜世子：（1959年）、勲四等宝冠章（1966年）
- 榎本健一：（1960年）、勲四等旭日小綬章（1970年）
- 大矢市次郎：（1962年）、勲四等旭日小綬章（1967年）
- 飯田蝶子：（1963年）、勲四等瑞宝章（1967年）
- 長谷川一夫：（1965年）、勲三等瑞宝章（1978年）
- 浦辺粂子：（1966年）
- 柳永二郎：（1966年）、勲四等旭日小綬章（1970年）
- 伊志井寛：（1967年）
- 柳家金語楼：（1967年）
- 笠智衆：（1967年）、勲四等旭日小綬章（1975年）
- 栗島すみ子：（1968年）
- 三津田健：（1968年）、勲四等旭日小綬章（1974年）
- 二代目渋谷天外：（1968年）、勲四等旭日小綬章（1977年）
- 辰巳柳太郎：（1969年）、勲四等旭日小綬章（1976年）
- 島田正吾：（1969年）、勲四等旭日小綬章（1976年）
- 田中絹代：（1970年）、勲三等瑞宝章（1977年）
- 片岡千恵蔵：（1971年）、勲四等旭日小綬章（1977年）
- 市川右太衛門：（1972年）、勲四等旭日小綬章（1979年）
- 夏川静枝：（1973年）、勲四等宝冠章（1981年）
- 志村喬：（1974年）、勲四等旭日小綬章（1980年）
- 森繁久彌：（1975年）、紺綬褒章（1964年）、勲二等瑞宝章（1987年）
- 佐分利信：（1975年）
- 東野英治郎：（1975年）、勲四等旭日小綬章（1982年）
- 中村伸郎：（1976年）
- 三益愛子：（1976年）
- 滝沢修：（1977年）、勲三等瑞宝章（1986年）
- 山村聡：（1977年）、勲四等旭日小綬章（1983年）
- 益田喜頓：（1977年）、勲四等旭日小綬章（1984年）
- 北林谷栄：（1978年）
- 曽我廼家明蝶：（1978年）、勲四等旭日小綬章（1982年）
- 伴淳三郎：（1978年）
- 春日野八千代：（1979年）、勲四等宝冠章（1986年）
- 巖金四郎：（1980年） 、勲四等旭日小綬章（1986年）
- 宇野重吉：（1981年）
- 有島一郎：（1982年）
- 鈴木光枝：（1982年）、勲四等宝冠章（1991年）
- 宮口精二：（1983年）
- 加藤道子：（1983年）、勲四等宝冠章（1992年）
- 森光子：（1984年）、勲三等瑞宝章（1992年）
- ミヤコ蝶々：（1984年）、勲四等宝冠章（1993年）
- 三國連太郎：（1984年）、勲四等旭日小綬章（1993年）
- 賀原夏子：（1985年）、勲四等宝冠章（1991年）
- 高峰三枝子：（1985年）、勲四等宝冠章（1990年）
- 小林桂樹：（1985年）、勲四等旭日小綬章（1994年）
- 宝生あやこ：（1985年）、勲四等宝冠章（1992年）
- 三船敏郎：（1986年）、勲三等瑞宝章（1993年）
- 三木のり平：（1986年）、勲四等旭日小綬章（1996年）
- 京マチ子：（1987年）、勲四等宝冠章（1994年）
- 西村晃：（1987年）、勲四等旭日小綬章（1994年）
- 小月冴子：（1987年）
- 渥美清：（1988年）
- 淡島千景：（1988年）、勲四等宝冠章（1995年）
- 大滝秀治：（1988年）、勲四等旭日小綬章（1995年）
- 船越英二：（1989年）、勲四等旭日小綬章（1995年）
- 北村和夫：（1989年）、勲四等旭日小綬章（1997年）
- 乙羽信子：（1989年）
- 藤山寛美：（1989年）
- 山岡久乃：（1990年）、勲四等宝冠章（1997年）
- 菅井きん：（1990年）、勲四等宝冠章（1996年）
- 酒井光子：（1991年）、勲四等宝冠章（1996年）
- 田村高廣：（1991年）、勲四等旭日小綬章（1999年）
- ハナ肇：（1991年）
- 熊倉一雄：（1991年）、勲四等旭日小綬章（1998年）
- 奈良岡朋子：（1992年）、勲四等宝冠章（2000年）
- 久米明：（1992年）、勲四等旭日小綬章（1997年）
- 曽我廼家鶴蝶：（1992年）、勲四等宝冠章（1999年）
- 赤木春恵：（1993年）、勲四等宝冠章（1998年）
- 植木等：（1993年）、勲四等旭日小綬章（1999年）
- フランキー堺：（1994年）
- 小沢昭一：（1994年）、勲四等旭日小綬章（2001年）
- 岸田今日子：（1994年）
- 有馬稲子：（1995年）、勲四等宝冠章（2003年）
- 仲代達矢：（1996年）、勲四等旭日小綬章（2003年）
- 日下武史：（1996年）、勲四等旭日小綬章（2002年）
- 幸田弘子：（1996年）、旭日小綬章（2003年）
- 八千草薫：（1997年）、旭日小綬章（2003年）
- 渡辺美佐子：（1997年）、旭日小綬章（2004年）
- 高倉健：（1998年）
- 平幹二朗：（1998年）、旭日小綬章（2005年）
- 香川京子：（1998年）、旭日小綬章（2004年）
- 田中邦衛：（1999年）、旭日小綬章（2006年）
- 草笛光子：（1999年）、旭日小綬章（2005年）
- 緒形拳：（2000年）、旭日小綬章（2008年）
- 浜木綿子：（2000年）、旭日小綬章（2014年）
- 山﨑努：（2000年）、旭日小綬章（2008年）
- 加藤剛：（2001年）、旭日小綬章（2008年）
- 山本富士子：（2001年）
- 二代目水谷八重子：（2001年）、旭日小綬章（2009年）
- 池内淳子：（2002年）、旭日小綬章（2008年）
- 井川比佐志：（2002年）、旭日小綬章（2008年）
- 浅丘ルリ子：（2002年）、旭日小綬章（2011年）
- 藤田まこと：（2002年）
- 十朱幸代：（2003年）、旭日小綬章（2013年）
- 原田芳雄：（2003年）、旭日小綬章（2011年）
- 司葉子：（2003年）、旭日小綬章（2010年）
- 岩下志麻：（2004年）、旭日小綬章（2012年）
- 三田和代：（2004年）、旭日小綬章（2015年）
- 渡哲也：（2005年）、旭日小綬章（2013年）
- 倍賞千恵子：（2005年）、旭日小綬章（2013年）
- 鳳蘭：（2005年）、旭日小綬章（2016年）
- 白石加代子：（2005年）、旭日小綬章（2012年）
- 吉永小百合：（2006年）
- 津川雅彦：（2006年）、旭日小綬章（2014年）
- 麻実れい：（2006年）、旭日小綬章（2020年）
- 阿木燿子：（2006年）、旭日小綬章（2018年）
- 北大路欣也：（2007年）、旭日小綬章（2015年）
- 富司純子：（2007年）、旭日小綬章（2016年）
- 市村正親：（2007年）、旭日小綬章（2019年）
- 加藤健一：（2007年）、旭日小綬章（2024年）
- 西田敏行：（2008年）、旭日小綬章（2018年）
- 樹木希林：（2008年）、旭日小綬章（2014年）
- 寺尾聰：（2008年）、旭日小綬章（2018年）
- 桃井かおり：（2008年）、旭日小綬章（2022年）
- 角野卓造：（2008年）
- 松坂慶子：（2009年）
- 杉良太郎：（2009年）
- 田中裕子：（2010年）
- 風間杜夫：（2010年）、旭日小綬章（2023年）
- 柄本明：（2011年）、旭日小綬章（2019年）
- 波乃久里子：（2011年）、旭日小綬章（2016年）
- 大竹しのぶ：（2011年）
- 役所広司：（2012年）
- 三浦友和：（2012年）、旭日小綬章（2023年）
- 宮本信子：（2014年）、旭日小綬章（2022年）
- 高畑淳子：（2014年）
- 真田広之：（2018年）
- 余貴美子：（2019年）
- 藤山直美：（2020年）
- 中井貴一：（2020年）
- 内野聖陽：（2021年）
- 岡本健一：（2022年）
- 段田安則：（2024年）
- 原田美枝子：（2024年）

## 歌舞伎・能楽・狂言
- 二代目中村鴈治郎：（1968年） 歌舞伎役者
- 八代目松本幸四郎：（1972年） 歌舞伎役者
- 坂東八重之助：（1973年） 歌舞伎役者
- 二代目中村又五郎：（1975年） 歌舞伎役者
- 十七代目市村羽左衛門：（1978年） 歌舞伎役者
- 四代目寶山左衛門：（1983年） 長唄囃子方
- 四代目中村雀右衛門：（1984年） 歌舞伎役者
- 三代目實川延若：（1985年） 歌舞伎役者
- 三代目杵屋五三郎：（1985年） 長唄三味線方
- 四世茂山千作：（1985年） 狂言師大蔵流
- 粟谷新太郎：（1988年）能楽師
- 佐々舟澄枝：（1989年）小唄演奏家
- 笹川鎮江：（1989年）吟詠家
- 七代目中村芝翫：（1989年） 歌舞伎役者
- 常磐津英寿：（1989年） 常磐津三味線方
- 五代目中村富十郎：（1990年） 歌舞伎役者
- 三代目中村鴈治郎：（1990年） 歌舞伎役者
- 十六世喜多六平太：（1991年）能楽師シテ方喜多流
- 二世金剛巌：（1991年）能楽師シテ方金剛流
- 吉田文雀：（1991年）人形浄瑠璃人形遣い
- 四世茂山忠三郎：（1992年） 狂言師大蔵流
- 一噌幸政：（1992年）能楽師
- 六世杵屋勘五郎：（1993年）長唄三味線演奏家
- 九世坂東三津五郎：（1993年）歌舞伎役者
- 九世片山九郎右衛門：（1994年） 能楽師
- 七世野村万蔵：（1994年）狂言師
- 五世竹本織大夫：（1994年）人形浄瑠璃文楽大夫
- 九代目澤村宗十郎：（1995年） 歌舞伎役者
- 二世野村万作：（1995年）狂言師
- 八世観世銕之亟：（1997年） 能楽師シテ方観世流
- 六代目澤村田之助：（1997年） 歌舞伎役者
- 三代目市川猿之助：（2000年） 歌舞伎役者
- 東音宮田哲男：（2000年） 長唄唄方
- 亀井忠雄：（2004年） 能楽師葛野流大鼓方
- 九代目松本幸四郎：（2005年） 歌舞伎役者
- 十五代目片岡仁左衛門：（2006年） 歌舞伎役者
- 五十六世梅若六郎：（2006年） 能楽師シテ方観世流
- 四代目中村梅玉：（2007年） 歌舞伎役者
- 十二代目市川團十郎：（2007年） 歌舞伎役者
- 十八代目中村勘三郎：（2008年） 歌舞伎役者
- 二代目中村魁春：（2008年） 歌舞伎役者
- 塩津哲生：（2008年） 能楽師シテ方
- 一噌仙幸：（2008年） 能楽師笛方
- 十代目坂東三津五郎：（2009年） 歌舞伎役者
- 五代目中村時蔵：（2010年） 歌舞伎役者
- 七代目中村芝雀（2010年） 歌舞伎役者
- 九世観世銕之丞：（2011年） 能楽師シテ方観世流
- 五代目野澤錦糸：（2013年） 人形浄瑠璃文楽三味線
- 五代目坂東玉三郎：（2014年） 歌舞伎役者
- 三代目中村又五郎:（2014年）歌舞伎役者
- 観世清和：（2015年）能楽師
- 五代目中村歌六：（2018年）歌舞伎役者
- 金剛永謹：（2018年）能楽師シテ方
- 四代目中村鴈治郎：（2019年）歌舞伎役者
- 杉市和：（2019年）能楽師
- 鶴澤清介：（2020年）人形浄瑠璃文楽三味線演奏家
- 二代目吉田玉男：（2020年）人形浄瑠璃文楽人形遣い
- 鶴沢燕三：（2021年）人形浄瑠璃文楽三味線演奏家
- 竹本葵太夫：（2024年）歌舞伎竹本太夫
- 竹本千歳太夫：（2024年）人形浄瑠璃文楽太夫
- 杵屋勝四郎：（2025年）長唄唄方

## 演劇・舞踊
- 石井漠：（1955年2月21日） 舞踊家
- 山田五郎：（1968年）舞踏家
- 藤間藤子：（1970年）日本舞踊家
- 花柳寿楽  :  (1974年)日本舞踊家
- 戌井市郎：（1983年）演出家
- 谷桃子：（1984年）バレリーナ、勲四等宝冠章（1993年）
- 島田廣：（1986年）バレエダンサー
- 西田尭：（1988年）舞踊家
- 三輝容子：（1988年）舞踊家
- 太刀川瑠璃子：（1989年）　スターダンサーズ・バレエ団創始者
- 石井ふく子：（1989年） テレビプロデューサー、演出家
- 西川扇蔵：（1989年）日本舞踊家
- 相馬清恒：（1990年）舞台照明家
- 花柳千代：（1990年）日本舞踊家
- 矢代静一：（1990年）劇作家
- 関矢幸雄：（1991年）演出家
- 中嶋八郎：（1991年）舞台美術家
- 花柳寿恵幸：（1991年）日本舞踊家
- 庄司裕：（1992年）舞踊家
- 五条詠昇：（1992年）日本舞踊家
- 長谷川勘兵衛：（1992年）舞台美術家、勲四等旭日小綬章（1997年）
- 可西希代子：（1993年）舞踊家
- 久野浩平：（1993年）テレビ演出家
- 楳茂都梅衣：（1993年）舞踊家
- 牛山純一：（1993年）放送作家・演出家
- 山村楽正：（1993年）舞踊家
- 花柳茂香：（1994年）日本舞踊家
- 大山勝美：（1994年）演出家
- 藤間章作：（1994年）舞踊家
- 横井茂：（1994年）舞踏家
- 植田紳爾：（1996年） 演出家・宝塚歌劇団理事
- アキコ・カンダ：（1998年）舞踏家
- 小川亜矢子：（2000年）バレリーナ、旭日小綬章（2007年）
- 蜷川幸雄：（2001年） 演出家
- 木村栄文：（2002年）　テレビプロデューサー
- 大原永子：（2004年）バレリーナ
- 川口ゆり子：（2006年）バレリーナ
- 吉田都：（2007年） バレリーナ
- 串田和美：（2008年） 俳優・演出家
- 野田秀樹：（2011年）俳優・劇作家・演出家
- 天児牛大：（2011年）舞踏家
- 斎藤友佳理：（2012年）バレリーナ
- 熊川哲也：（2013年）バレエダンサー
- 栗山民也：（2013年）演出家
- 井上八千代：（2013年）日本舞踊家
- 小池修一郎：（2014年）演出家・劇作家
- 二代目吾妻徳穂：（2015年）舞踊家
- 山本隆之：（2016年）バレエダンサー
- 酒井はな：（2017年）バレエダンサー
- 中村恩恵：（2018年）舞踊家
- ケラリーノ・サンドロヴィッチ：（2018年）劇作家・演出家
- 松井るみ：（2019年）舞台美術家
- 山村友五郎：（2020年）日本舞踊家
- 鵜山仁：（2020年）演出家
- 藤間蘭黄：（2020年）日本舞踊家
- 金森穣：（2021年）舞踊家
- 西川箕乃助：（2022年）日本舞踊家
- マキノノゾミ：（2022年）演出家
- 花柳基：（2023年）日本舞踊家
- 上野水香：（2023年）バレエダンサー
- 三代目花柳寿楽：（2024年）日本舞踊家
- 近藤良平：（2025年）舞踊家

## 映画監督
- 小津安二郎：（1958年）映画監督
- 牛原虚彦：（1965年）映画監督
- 木下惠介:（1977年）、映画監督、勲四等旭日小綬章（1984年）
- 中村登：（1979年）、映画監督
- 市川崑:（1982年） 映画監督、勲四等旭日小綬章（1988年）
- 小林正樹：（1984年） 映画監督、勲四等旭日小綬章（1990年）
- 野村芳太郎：（1985年） 映画監督、勲四等旭日小綬章（1995年）
- 羽田澄子：（1988年）映画監督
- 川本喜八郎：（1988年）人形アニメーション作家
- 岡本喜八：（1989年）映画監督
- 鈴木清順：（1990年） 映画監督、勲四等旭日小綬章（1996年）
- 大島善助：（1990年）記録映画監督
- 川又昂：（1991年）映画撮影監督
- 蔵原惟繕：（1991年）映画監督、勲四等旭日小綬章（1997年）
- 勅使河原宏：（1992年） 映画監督、草月流三代目家元
- 西岡善信：（1992年）映画美術監督
- 高羽哲夫：（1992年）映画撮影監督
- 舛田利雄：（1993年）映画監督
- 村木忍：（1993年）映画美術監督
- 斎藤耕一：（1994年）映画監督
- 村木与四郎：（1994年）舞台美術監督
- 村野鐵太郎：（1995年）映画監督
- 森田富士郎：（1995年）映画撮影監督
- 熊井啓：（1995年） 映画監督、勲四等旭日小綬章（2003年）
- 山田洋次：（1996年） 映画監督、勲四等旭日小綬章（2012年）
- 深作欣二：（1997年） 映画監督、勲四等旭日小綬章（2003年）
- 高畑勲：（1999年） アニメーション映画監督
- 大島渚：（2000年） 映画監督
- 降旗康男：（2002年）映画監督、旭日小綬章（2008年）
- 伊藤俊也：（2003年） 映画監督
- 木村大作:（2003年） 撮影技師、映画監督、旭日小綬章（2010年）
- 大林宣彦：（2004年） 映画監督、旭日小綬章（2009年）
- 長沼六男：（2004年） 撮影監督
- 小栗康平：（2006年） 映画監督、旭日小綬章（2019年）
- 佐藤純彌：（2008年） 映画監督
- 根岸吉太郎：（2010年） 映画監督
- 大友克洋：（2013年） アニメーション映画監督
- 滝田洋二郎：（2014年） 映画監督
- 浜田毅：（2014年）撮影監督
- 周防正行：（2016年）映画監督
- 部谷京子：（2016年）映画美術監督
- 藤澤順一：（2017年）撮影監督
- 芦沢明子：（2018年）撮影監督
- 原恵一：（2018年）アニメーション映画監督
- 山村浩二：（2019年）アニメーション作家
- 黒沢清：（2021年）映画監督
- 湯浅政明：（2021年）アニメーション映画監督
- 庵野秀明：（2022年）アニメーション映画監督
- 笠松則通：（2023年）撮影監督
- 柴崎幸三：（2025年）撮影監督

## 音楽家
- 吉田恒三：（1955年2月21日） 作曲家
- 春日とよ：（1960年）小唄春日派流祖
- 蓼胡伊久：（1961年）小唄蓼派名取
- サトウハチロー：（1966年）詩人、作詞家、勲三等瑞宝章（1973年）
- 東海林太郎：（1965年） 歌手、勲四等旭日小綬章（1969年）、勲三等瑞宝章（1972年）
- 大木惇夫：（1967年）作詞家、勲四等旭日小綬章（1972年）
- 藤本二三吉：（1968年）歌手、勲四等瑞宝章（1975年）
- 藤田まさと：（1969年）作詞家、勲三等瑞宝章（1978年）
- 古関裕而：（1969年） 作曲家、勲三等瑞宝章（1979年）
- 服部良一：（1969年） 作曲家・作詞家、勲三等瑞宝章（1978年）
- 朝比奈隆：（1969年） 指揮者、勲三等旭日中綬章（1987年）
- 田谷力三（1970年）歌手、勲四等旭日小綬章（1976年）
- 霧島昇：（1970年） 歌手、勲四等旭日小綬章（1984年）
- 小唄勝太郎：（1971年） 歌手、勲四等宝冠章（1974年）
- 市丸：（1972年） 歌手・江戸小歌中村派第17代家元 、勲四等宝冠章（1981年）
- 淡谷のり子：（1972年） 歌手、勲四等宝冠章（1979年）
- 松平頼則：（1972年）作曲家、勲四等旭日小綬章（1979年）
- 長津義司：（1972年） 作曲家、勲四等旭日小綬章（1986年）
- 藤山一郎：（1973年） 歌手・作曲家・指揮者、勲三等瑞宝章（1982年）
- 渡辺はま子：（1973年） 歌手、勲四等宝冠章（1981年）
- 赤坂小梅：（1974年）歌手、勲四等宝冠章（1980年）
- 関種子：（1974年）ソプラノ歌手、勲四等宝冠章（1981年）
- 蓼胡津留：（1975年）小唄蓼派名取
- 林伊佐緒：（1975年） 作曲家・歌手、勲四等旭日小綬章（1983年）
- 松田トシ：（1975年）歌手、勲四等瑞宝章（1987年）
- 今藤長十郎：（1977年）長唄三味線奏者
- 伊藤久男：（1978年） 歌手、勲四等旭日小綬章（1983年）
- 服部正：（1978年）作曲家、勲四等旭日小綬章（1984年）
- 今藤綾子：（1979年）長唄三味線奏者
- 金子登：（1979年）指揮者
- 伊福部昭：（1980年） 作曲家、勲三等瑞宝章（1987年）
- 二葉あき子：（1982年） 歌手、勲四等瑞宝章（1990年）
- 吉田正：（1982年） 作曲家、勲三等旭日中綬章（1992年）
- 西沢爽：（1982年） 作詞家、勲四等旭日小綬章（1994年）
- 石井歓：（1984年） 作曲家
- 森正：（1984年）指揮者
- 石本美由起：（1984年）作詞家、勲三等瑞宝章（1998年）
- 三波春夫：（1986年） 歌手・浪曲師、勲四等旭日小綬章（1994年）
- 星野哲郎：（1986年） 作詞家、紺綬褒章（1988年）、勲三等瑞宝章（2000年）
- 中田喜直：（1986年）作曲家
- 砂原美智子:（1986年）オペラ歌手
- 石井好子：（1987年） 歌手、勲四等宝冠章（1994年）
- 藤本琇丈：（1987年） 三味線奏者
- ジョージ川口：（1988年） ドラム奏者
- 小川寛興：（1988年）作曲家、勲四等旭日小綬章（1997年）
- 別宮貞雄：（1988年）作曲家
- 唯是震一：（1988年）作曲家
- 原信夫：（1988年）ジャズ演奏家
- 伊藤京子：（1988年）声楽家
- 春日八郎：（1989年） 歌手、勲四等旭日小綬章（1991年）
- 大中恩：（1989年）作曲家
- 高英男：（1989年） 歌手・俳優、勲四等旭日小綬章（1995年）
- 辻久子：（1989年）ヴァイオリニスト
- 長沢勝俊：（1990年） 作曲家
- 芦野宏：（1990年） 歌手、勲四等旭日小綬章（1996年）
- 遠藤実：（1990年） 作曲家、勲三等旭日中綬章（2002年）、旭日重光章（2008年）
- 高野喜長：（1990年）箏曲家
- 大賀寛：（1990年）声楽家
- 松村禎三：（1990年）作曲家
- 都一いき：（1991年）一中節演奏家
- 松本英彦：（1991年）ジャズ演奏家
- 藤井久仁：（1992年）筝曲演奏家
- 間宮芳生：（1992年）作曲家
- 北原正邦：（1992年）尺八演奏家・邦楽音楽監督
- ダークダックス：（1993年） 歌手
- 瀬山詠子：（1993年）声楽家、勲四等宝冠章（2001年）
- 三木稔：（1994年） 作曲家
- 佐藤勝：（1994年）作曲家
- 米川文勝之：（1994年）筝曲演奏家
- 船村徹：（1995年） 作曲家、旭日中綬章（2003年）
- ペギー葉山：（1995年） 歌手、旭日小綬章（2004年）
- 渡辺貞夫：（1995年） 　サックスプレーヤー・フルート奏者
- 諸井誠：（1995年）作曲家
- 市川昭介：（1996年） 作曲家、旭日小綬章（2004年）
- 林光：（1996年） 作曲家
- 穐吉敏子：（1997年） ジャズピアニスト、バンドリーダー
- 廣瀬量平：（1997年） 作曲家、旭日小綬章（2008年）
- 宇治紫文：（1997年）三味線奏者
- 雪村いづみ：（1998年） 歌手・女優、旭日小綬章（2007年）
- 島倉千代子：（1999年） 歌手
- 阿久悠：（1999年） 作詞家・作家、旭日小綬章（2007年）
- 栗林義信：（1999年） オペラ歌手
- 一柳慧：（1999年） 作曲家、ピアニスト、旭日小綬章（2005年）
- 石井眞木：（1999年） 作曲家
- マーサ三宅：（2000年） ジャズ歌手、旭日小綬章（2006年）
- 秋山和慶：（2001年） 指揮者、旭日小綬章（2011年）
- 山下洋輔：（2003年）ジャズピアニスト、作曲家、エッセイスト、作家、旭日小綬章（2012年）
- 平尾昌晃：（2003年） 作曲家・歌手
- 筒美京平：（2003年） 作曲家
- 日野皓正：（2004年） ジャズトランペット奏者
- 飯守泰次郎：（2004年） 指揮者、旭日小綬章（2010年）
- 池辺晋一郎：（2004年） 作曲家
- 山本邦山：（2004年） 尺八奏者、旭日小綬章（2009年）
- 浜圭介：（2005年） 作曲家
- 荒木とよひさ：（2005年） 作詞家
- 三木たかし（2005年） 作曲家
- 林康子：（2006年） オペラ歌手
- 松本美和子：（2006年） オペラ歌手
- 鶴澤清治：（2006年） 文楽三味線奏者
- 五木ひろし：（2007年） 歌手、旭日小綬章（2018年）
- 三枝成彰：（2007年） 作曲家
- 本條秀太郎：（2007年） 作曲家・三味線演奏家
- 森山良子：（2008年） 歌手
- 大野和士：（2008年）指揮者
- 堤剛：（2009年） チェロ奏者
- 中島みゆき：（2009年）シンガーソングライター
- 久石譲：（2009年） 作曲家
- 木村俊光：（2010年）声楽家
- 都はるみ：（2010年）歌手
- 米川敏子：（2011年）箏曲演奏家
- 富山清琴：（2011年）地歌演奏家
- 前橋汀子：（2011年）バイオリニスト
- 高橋アキ：（2011年）ピアニスト
- 野平一郎：（2012年）作曲家、ピアニスト
- 由紀さおり：（2012年）歌手、旭日小綬章(2019年)
- 細川俊夫：（2012年）作曲家
- 松任谷由実：（2013年）シンガーソングライター
- 篠崎史子：（2013年）ハープ奏者
- 常磐津文字兵衛：（2014年）三味線奏者
- 亀山香能：（2014年）箏曲演奏家
- 桑田佳祐：（2014年）シンガーソングライター
- 藤村実穂子：（2014年）声楽家
- 谷村新司：（2015年）シンガーソングライター
- 沼尻竜典：（2017年）指揮者
- 松本隆：（2017年） 作詞家
- 小山実稚恵：（2017年）ピアニスト
- 小曽根真：（2018年）ジャズピアニスト
- 宮田まゆみ：（2018年）笙奏者
- 石川さゆり：（2019年）歌手
- 藤井泰和：（2019年）地唄演奏家
- 善養寺惠介：（2020年）尺八演奏家
- 藤本昭子：（2021年）地歌演奏家
- 秋元康：（2022年）作詞家
- 萩岡松韻：（2023年）箏曲演奏家
- 野村峰山：（2024年）尺八演奏家
- 妻屋秀和：（2024年）声楽家

## 美術家
- 石黒宗麿：（1963年）陶芸家
- 加藤土師萌：（1967年）陶芸家
- 大江巳之助：（1971年）文楽人形作家
- 隅谷正峯：（1984年） 日本刀匠
- 井上武吉：（1986年）彫刻家
- 磯井正美：（1986年）漆芸家
- 深沢幸雄：（1987年）版画作家
- 朝倉摂：（1987年）舞台美術家
- 田島比呂子：（1987年）染織作家
- 塩多慶四郎：（1987年）漆芸家
- 安野光雅：（1988年）画家
- 松井康成：（1988年） 陶芸家
- 加藤卓男:（1988年）陶芸家
- 小宮康孝：（1988年）染織作家
- 音丸淳：（1988年）漆芸作家
- 多田美波：（1988年）立体造形作家
- 古賀フミ：（1988年）染織作家
- 吹田文明：（1989年）版画家
- 清水九兵衛:（1990年）彫刻家
- 根来茂昌：（1990年）彫金作家
- 秋山信子：（1990年）人形作家
- 吉田穂高：（1990年）版画家
- 元永定正：（1991年）画家
- 鳥巣水子：（1991年）染織作家
- 松原利男：（1991年）染織作家
- 前田常作：（1992年） 版画家・洋画家
- 山本仲子：（1992年）七宝作家
- 柳下昌峰：（1992年）竹工芸作家
- 芹川英子：（1992年）人形作家
- 高田一郎：（1993年）舞台美術家
- 三大徳田八十吉：（1993年）陶芸家
- 松沢一義：（1993年）竹工芸作家
- 太田儔：（1993年）漆芸家
- 豊福知徳：（1993年）彫刻家
- 鈴木治：（1994年）陶芸家・立体造形作家
- 堂本尚郎 : （1994年）画家
- 吉原英雄：（1994年）版画家
- 今西敏子：（1994年）人形作家
- 高橋秀：（1994年）洋画家・版画家
- 飯島孝雄：（1995年）版画家・洋画家
- 鈴木蔵：（1995年）陶芸家
- 吾妻兼治郎：（1995年）立体造形作家
- 土谷武：（1996年）彫刻家
- 井上萬二（1997年）陶芸家
- 澄川喜一：（1998年）彫刻家
- 大坂弘道：（1998年）木工芸家
- 木村光佑：（1999年）版画家
- 川北良造：（1999年）木工芸家
- 大隅俊平：（1999年）刀匠
- 伊藤東彦：（1999年）陶芸家
- 黒崎彰：（2000年）版画家
- 石井幹子：（2000年）照明デザイナー
- 新宮晋：（2002年）彫刻家
- 李禹煥（2002年）美術家
- 古川タク（2003年）イラストレーター、旭日小綬章（2012年）
- 野田哲也（2003年）版画家
- 井田照一（2004年）版画家
- 小清水漸（2004年）美術家
- 江里佐代子（2005年）截金師
- 内田繁（2007年）インテリアデザイナー
- 塩多淳次（2007年）漆芸家
- 十四代目今泉今右衛門：（2009年）陶芸家
- 河内成幸 ：（2011年）版画家
- 舟越桂：（2011年）彫刻家
- 中田一於：（2011年）陶芸家
- 山岸一男:（2012年）漆芸家
- 深井隆：（2013年）彫刻家
- 河口洋一郎：（2013年）CGアーティスト
- 宮本貞治：木工芸作家（2013年）
- 藤田正堂：漆芸作家（2013年）
- 福島善三：（2014年）陶芸家
- 岐部笙芳：（2014年）竹工芸作家
- 遠藤彰子：（2014年）画家
- 家出隆浩：（2016年）金工作家
- 藤幡正樹：（2016年）メディアアーティスト
- 山下郁子：（2018年）染織家
- 前田宏智：（2019年）金工作家
- 渡辺晃男：（2019年）木工芸作家
- 奥井美奈：（2020年）漆芸家
- 川口清三：（2020年）木工芸作家
- 西勝広：（2020年）漆芸家
- 松原伸生：（2021年）染織家
- 鳥毛清：（2021年）漆芸家
- 青木野枝：（2021年）彫刻家
- 鴻池朋子：（2023年）現代アーティスト
- 石田知史：（2023年）ガラス工芸家
- 松本達弥：（2024年）漆芸家
- 海老ケ瀬順子：（2024年）染織家
- 河野祥篁：（2024年）竹工芸作家
- 般若泰樹：（2025年）金工作家
- 田中義光：（2025年）漆芸家

## 写真家
- 渡辺義雄（1972年）cf. 紺綬褒章（1969年）、勲三等瑞宝章（1978年）
- 土門拳（1974年）cf. 勲四等旭日小綬章（1980年）
- 藤本四八（1975年）cf. 勲四等瑞宝章（1983年）
- 林忠彦（1983年）cf. 勲四等旭日小綬章（1988年）
- 三木淳（1983年）、勲三等瑞宝章（1989年）
- 秋山庄太郎（1986年）cf.　勲四等旭日小綬章（1993年）
- 芳賀日出男：（1989年）
- 田中光常：（1989年）
- 田沼武能：（1990年）
- 渡部雄吉：（1992年）
- 長野重一：（1993年）
- 並河万里：（1994年）
- 東松照明（1995年）
- 奈良原一高（1996年）
- 白川義員（1999年）
- 江成常夫（2002年）
- 大石芳野：（2007年）
- 栗林慧　：（2008年）
- 野町和嘉：（2009年）
- 宮本隆司：（2012年）
- 石内都：（2013年）
- 畠山直哉：（2015年）

## グラフィックデザイナー・イラストレーター
- 杉浦非水（1958年）
- 武井武雄（1959年）
- 初山滋（1966年）
- 原弘（1971年）
- 亀倉雄策（1980年）
- 柳宗理（1981年）
- 早川良雄（1982年）cf. 勲四等旭日小綬章（1988年）
- 大橋正（1984年）
- 森英恵（1988年）
- 永井一正（1989年）
- 粟津潔（1990年）
- 芦田淳：（1991年）ファッションデザイナー
- 向秀男：（1991年）グラフィックデザイナー
- 灘本唯人（1993年）
- 中村誠（1993年）
- 田中一光（1994年）
- 勝井三雄（1996年）
- 福田繁雄（1997年）
- 宇野亜喜良（1999年）
- 石岡瑛子（2002年）
- 山藤章二（2004年）
- 青葉益輝（2006年）
- 佐藤雅彦（2013年）
- 葛西薫（2015年）アートディレクター
- 北川フラム（2016年）アートディレクター
- 佐藤卓（2021年）
- 原研哉（2021年）グラフィックデザイナー

## 漫画家
- 田河水泡：（1969年）、勲四等旭日小綬章（1987年）
- 横山隆一：（1974年）、勲四等旭日小綬章（1982年）
- 杉浦幸雄：（1980年）、勲四等旭日小綬章（1985年）
- 横山泰三：（1981年）、勲四等旭日小綬章（1988年）
- 長谷川町子：（1982年）勲四等宝冠章（1990年）
- 加藤芳郎：（1986年）
- 岡部冬彦：（1989年）、勲四等旭日小綬章（1995年）
- 小島功：（1990年）、勲四等旭日小綬章（2000年）
- 水木しげる：（1991年）、旭日小綬章（2003年）
- 富永一朗：（1992年）、勲四等旭日小綬章（1998年）
- 久里洋二：（1992年）
- 小林治雄：（1993年）
- 鈴木義司：（1996年）、旭日小綬章（2003年）
- サトウサンペイ（1997年）、旭日小綬章（2006年）
- 赤塚不二夫：（1998年）
- 東海林さだお：（2000年）、旭日小綬章（2011年）
- 松本零士：（2001年）、旭日小綬章（2010年）
- ちばてつや：（2002年）、旭日小綬章（2012年）
- さいとう・たかを：（2003年）、旭日小綬章（2010年）
- 黒鉄ヒロシ：（2004年）
- 水島新司：（2005年）、旭日小綬章（2014年）
- 弘兼憲史：（2007年）
- 西岸良平：（2010年）
- 萩尾望都：（2012年）
- 大友克洋：（2013年）
- しりあがり寿：（2014年）
- 竹宮惠子：（2014年）
- 秋本治：（2019年）
- 高橋留美子：（2020年）

## 落語家
- 八代目桂文楽：（1961年） - 勲四等瑞宝章
- 五代目古今亭志ん生：（1964年） - 勲四等瑞宝章（1967年）
- 八代目林家正藏（後の林家彦六）：（1974年） - 勲四等瑞宝章（1974年）
- 五代目柳家小さん ： （1980年） - 勲四等旭日小綬章（1985年）、人間国宝
- 六代目笑福亭松鶴：（1981年）
- 三代目桂米朝：（1987年） - 人間国宝、文化勲章（2009年）
- 二代目桂小南：（1990年）
- 四代目桂米丸:（1992年） - 勲四等旭日小綬章（1998年）
- 五代目桂文枝：（1997年） - 旭日小綬章（2003年）
- 二代目桂春團治：（1998年） - 旭日小綬章（2004年）
- 露の五郎（後の二代目露の五郎兵衛）：（2000年） - 旭日小綬章（2006年）
- 十代目柳家小三治：（2005年） -  - 旭日小綬章（2014年）、人間国宝
- 桂三枝（現：六代目桂文枝）：（2006年） - 旭日小綬章（2015年）
- 桂文珍：（2010年）
- 四代目林家染丸:（2012年）
- 三代目柳家権太楼：（2013年）
- 立川志の輔：（2015年）
- 五街道雲助：（2016年） - 人間国宝、旭日小綬章（2025年）
- 柳家さん喬：（2017年）
- 入船亭扇遊：（2019年）
- 春風亭小朝：（2020年）
- 四代目柳亭市馬：（2025年）

## 演芸
- 松鶴家千代若：（1975年）漫才師 - 勲四等瑞宝章（1983年）
- 木村若衛：（1981年）浪曲師
- 三代目江戸家猫八：（1988年）物真似師 - 勲四等旭日小綬章（1994年）
- 初代京山幸枝若：（1991年）浪曲師
- 内海桂子：（1989年） 漫才師 - 勲四等宝冠章（1995年）
- リーガル天才：（1991年）漫才師
- 春野百合子：（1994年）浪曲師
- 夢路いとし・喜味こいし（両名とも受章）：（1995年） 漫才師 - 勲四等旭日小綬章（1998年）
- 宮川大助・花子（両名とも受章）：（2017年） 漫才師
- オール阪神・巨人（両名とも受章）：（2019年） 漫才師

## 実業家
- 大谷竹次郎：（1955年2月21日） 松竹創業者
- 永田雅一：（1955年2月21日） 大映社長
- 氏家榮一：（1977年）七十七銀行頭取
- 一力一夫：（1985年）河北新報社社主

## 建築家・設計家
- 吉田種次郎：（1955年2月21日） 宮大工
- 清家清：（1983年）建築家、勲二等瑞宝章（1989年）
- 大高正人：（1988年）建築家
- 槙文彦：（1989年）建築家
- 篠原一男：（1990年）建築家
- 妹島和世：（2016年）建築家
- 坂茂：（2017年）建築家
- 隈研吾：（2019年）建築家

## その他
- 十六代千宗室：（2019年）茶道裏千家家元